# Istoria României
Acest articol se referă la istoria teritoriului României de astăzi. Pentru istoria românilor, ca grup etnic, vedeți Istoria românilor. În articol se realizează doar o sinteză a fiecărei perioade istorice; detalii în articolele separate (vezi legăturile în cutia din dreapta).
Prin istoria României se înțelege, în mod convențional, istoria regiunii geografice românești precum și a popoarelor care au locuit-o și care, pe lângă diferențele culturale și transformările politice, au dotat-o cu o identitate specifică care, în timp, a dus la recunoașterea României drept subiect istoric de sine stătător. Într-o accepțiune mai restrânsă, prin istoria României se înțelege doar istoria statului unitar, adică istoria statului modern România, a Regatului României și a formelor de organizare intermediare, precum și a evenimentelor care au dus la formarea sa ca stat național.

## Preistorie

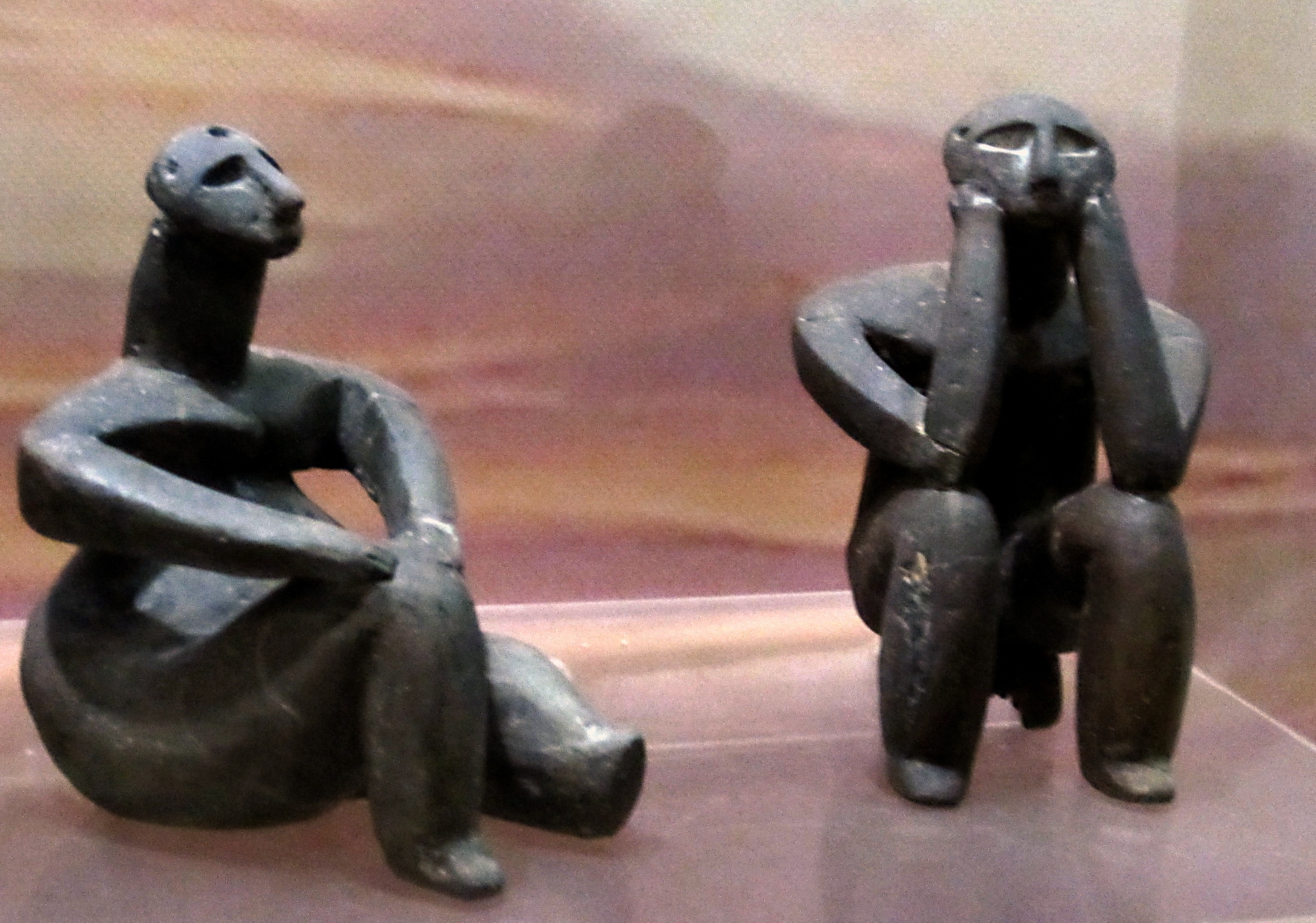
Statuetele de la Hamangia: 11 cm, Muzeul Național de Istorie a României.

Teritoriul de astăzi al României a fost locuit începând cu circa acum 40.000 de ani, în paleoliticul superior, când popoarele aparținând culturii arheologice aurignaciene au sosit în estul Europei din Orientul Apropiat: în Peștera cu Oase din zona Anina au fost găsite astfel unele dintre cele mai vechi rămășițe ale oamenilor moderni găsite în Europa. Fosilele, provenind de la trei indivizi (numiți de cercetători „Oase 1”, „Oase 2” și „Oase 3”), au fost datate la o vechime de 35.000 de ani, sau 40.500 folosind date calibrate.
Epoca pietrei este reprezentată prin descoperiri arheologice pe tot cuprinsul țării. În neolitic, pe teritoriul țării era răspândită cultura Cucuteni, o civilizație care a reprezentat apogeul popoarelor ce trăiau înainte de venirea triburilor indo-europene. Peste triburile de agricultori sedentari de la sfârșitul neoliticului, au venit triburi de păstori din stepele nord-pontice, care sunt presupuse neamuri indo-europene.
Ipoteza prezenței hominizilor pe pământul românesc este sprijinită de unele descoperiri de pe Valea Dârjovului, unde s-au găsit de curând unelte de prund și așchii tăioase lucrate din cremene. La Dârjov s-au găsit și câteva toporașe de mână lucrate din bolovani de silex și cuarțit, prin tehnica de cioplire bifacială, caracteristică culturii abbevilliene.
La mijlocul mileniului al VII-lea î.Hr. în sud-estul Europei societatea omenească cunoștea profunde transformări. Un nou mod de viață aducea achiziții fundamentale pentru civilizația europeană: agricultură, arhitectură, meșteșuguri, practici funerare. Unul dintre cele mai spectaculoase aspecte ale noii societăți îl reprezintă apariția plasticii concretizată într-o diversitate de statuete antropomorfe și zoomorfe. Acestea sunt probabil materializări ale unei complexe vieți spirituale, ale sacrului. Astfel, pe teritoriul României s-au găsit urme ale unor civilizații vechi, printre care și Hamangia. Aceasta a fost o cultură a neoliticului mijlociu din Balcani a cărei evoluție se plasează în a doua jumătate a mileniului VI î.Hr. Ea s-a dezvoltat în Dobrogea, sud-estul Munteniei și nord-estul Bulgariei, fiind originară din nord-estul Mediteranei și aparținând unui curent cultural care cuprinde și culturile Vinča, Dudești și Karanovo. Simboluri ale acestei culturi sunt Gînditorii descoperiți în 1956 de Nicolae Hartuchi, într-o necropolă de la Cernavodă se află acum în Muzeul Național de Istorie a României.

## Dacia

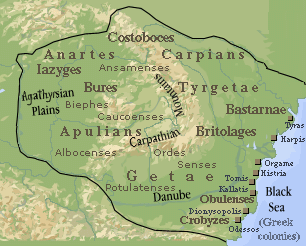
Harta regatului Daciei în anul 82 î.Hr.

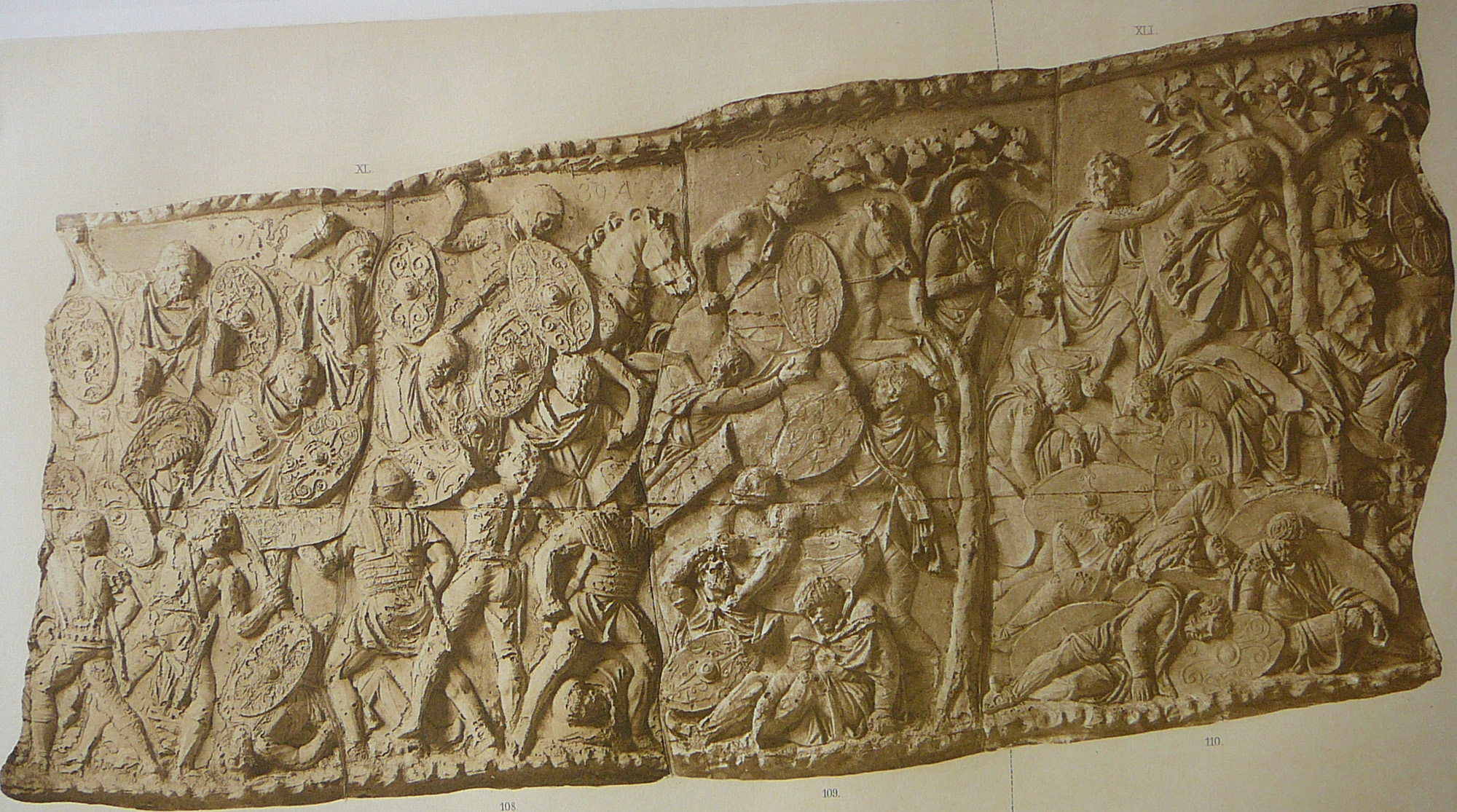
Scene din războaiele daco-romane de pe Columna lui Traian

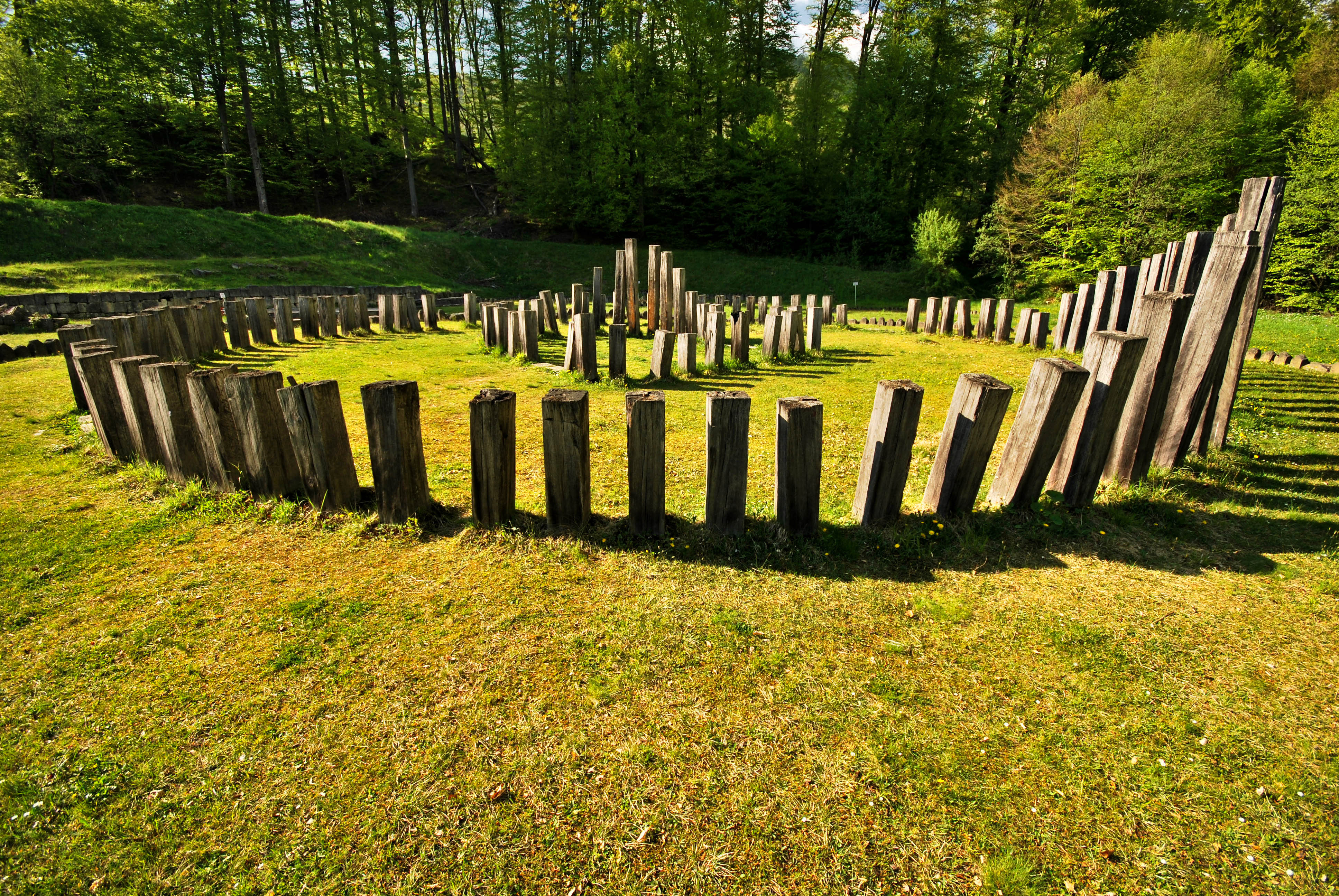
Sarmizegetusa Regia - marele sanctuar circular

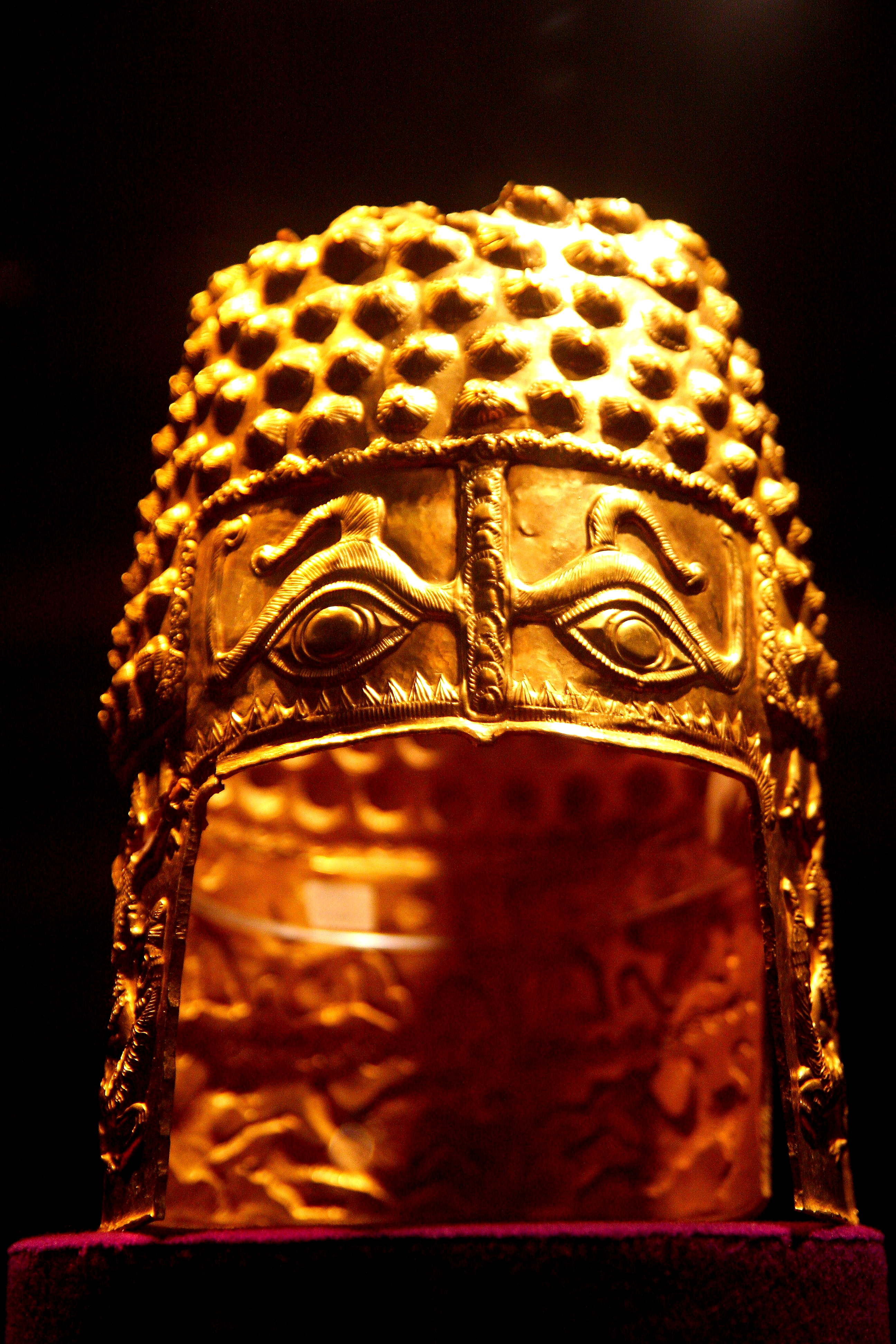
Coiful de aur de la Coțofenești

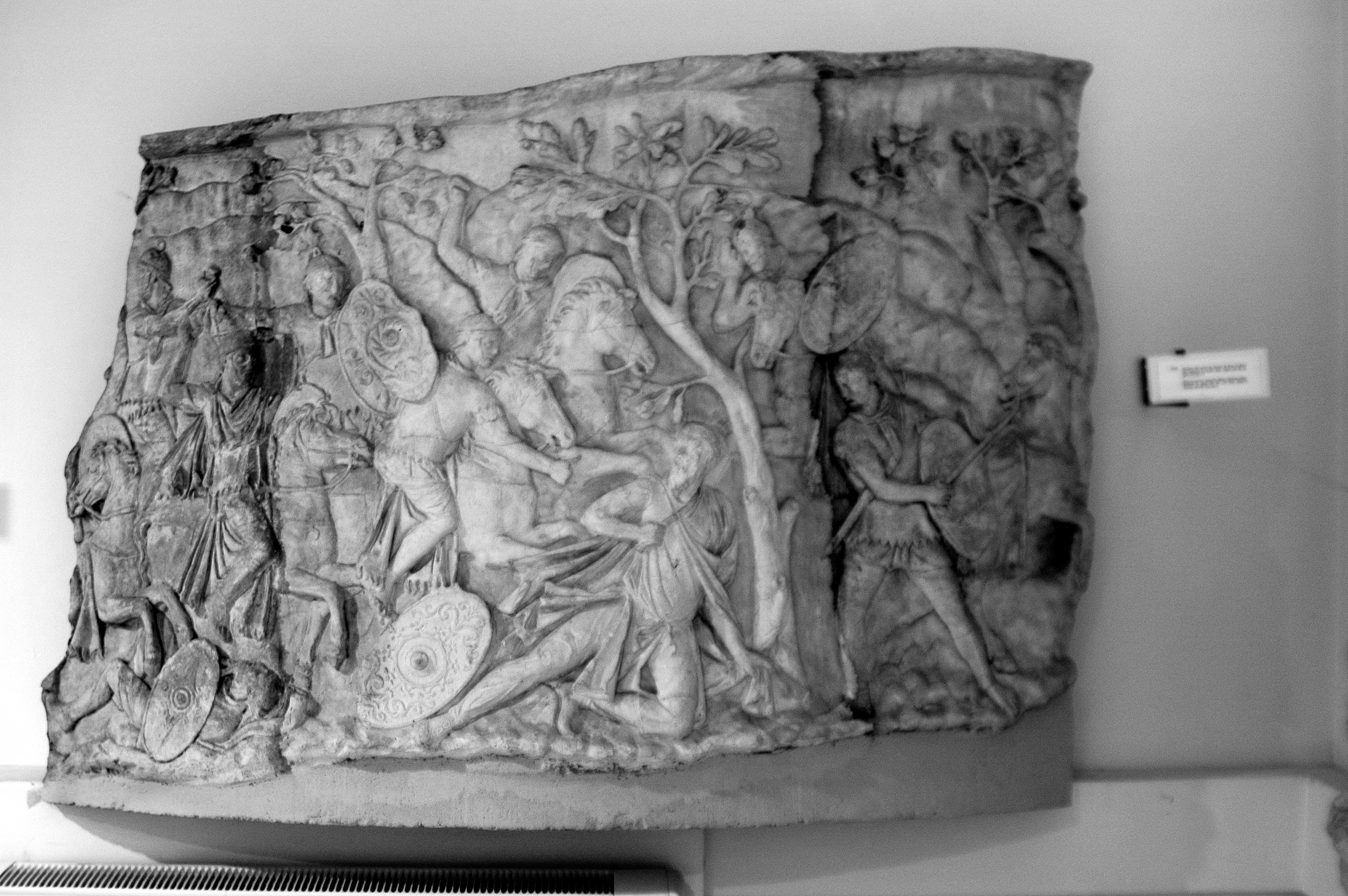
Sinuciderea lui Decebal, Columna lui Traian

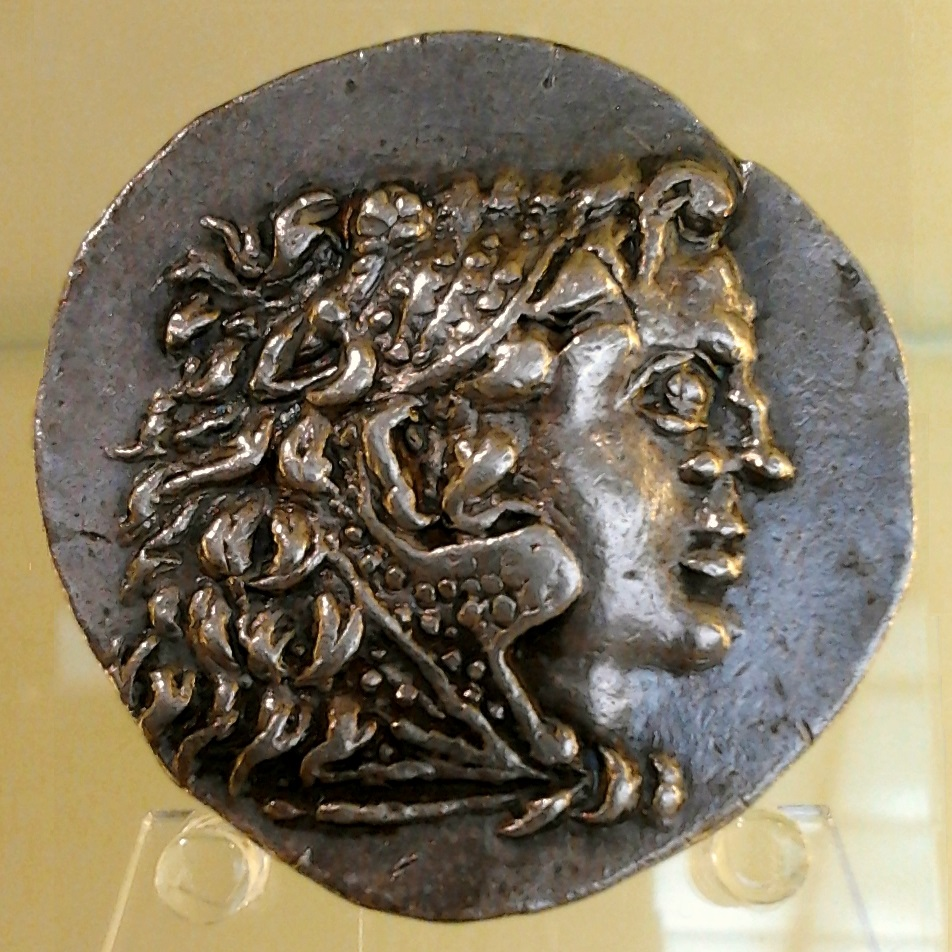
Tetradrachmă dacică, monedă dacică copiată după cele grecești din secolul al II-lea i.e.n.

Încă înainte de anul 2.000 î.Hr. și până în secolul I î.Hr., pe teritoriul României de astăzi, pe atunci Dacia, izvoarele arheologice și istorice evidențiază diferite uniuni de triburi tracice, daco-getice, cele mai importante fiind cele de sub conducerea regelui Charnabon (sfârșitul sec. VI î.Hr. – începutul sec. V î.Hr.), a regelui Dromihete (gr. Dromichaites; sfârșitul sec. IV î.Hr. – începutul sec. III î.Hr.), precum și a regilor Oroles și Rubobostes (prima jumătate a sec. II î.Hr.). Daco-geții erau caracterizați de istoricul Herodot drept „cei mai viteji și mai drepți dintre traci". În secolul I î.Hr., sub stăpânirea regelui Burebista (82–44 î.Hr.), s-a format primul stat dac unitar și centralizat, cu capitala la Argedava (actuala comună Popești - Nucet, județul Giurgiu), cetate situată pe malul drept al râului Argessis (Argeș) și amplasată la cca 18–20 km sud-vest de centrul actualei capitale a României, București. Capitala statului dac este menționată de antici drept „Cetatea Soarelui" (Hellis). Limitele statului dac erau, în Nord: Carpații Păduroși, în Est: întreg țărmul vestic al Mării Negre până la gurile râului Bug, în Sud: munții Haemus (Balcani), în Vest: confluența râului Morava cu Dunărea Mijlocie, la granița de astăzi a Slovaciei cu Cehia și Austria, apoi cursul Dunării și chiar dincolo de el.

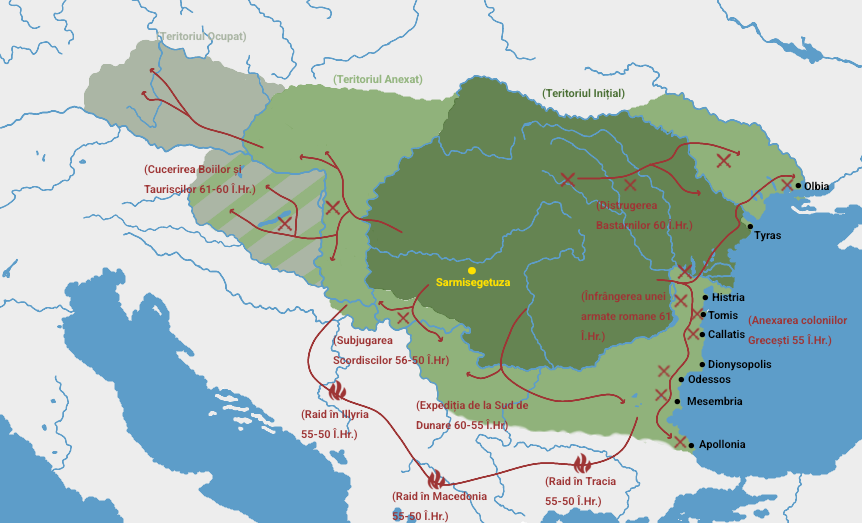
Campaniile și ocupațiile teritoriale ale regelui Burebista.

Statul dac amenința interesele regionale ale Republicii Romane. Regele Burebista avea să se implice în conflictul dintre Cezar și Pompei, susținându-l pe acesta din urmă. Dictatorul roman Iulius Cezar a plănuit ulterior o campanie împotriva dacilor, dar a fost asasinat în anul 44 î.Hr. Câteva luni mai târziu, regele Burebista a avut parte de aceeași soartă, fiind asasinat de unul dintre slujitorii săi. Conducerea statului dac avea să fie preluată de regele Deceneu, mare preot al dacilor, sfetnic și colaborator apropiat al lui Burebista, un „om de o vastă erudiție" (Iordanes). Sub conducerea regelui Deceneu, capitala statului dac este mutată la Sarmizegetusa Regia, în Munții Orăștiei (actualul sat Grădiștea Muncelului, județul Hunedoara), cetate ridicată încă în timpul domniei regelui Burebista și situată la cca 350–400 km nord-vest de vechea capitală Argedava (Muntenia), care este menținută, în continuare, drept cetate de apărare. Regelui Deceneu i-au urmat regii Comosicus - tot mare preot – Coryllus (Scorilo) și Duras.
În anul 87 d.Hr., conducerea statului dac este preluată de regele Decebal – fiul lui Scorilo și posibil nepot al lui Duras. Decebal „era foarte priceput la planurile de război și iscusit la înfăptuirea lor" (Dio Cassius). Noul stat dac a avut de înfruntat o serie de bătălii cu Imperiul Roman, fiind în final cucerit în anul 106 d.Hr. de împăratul roman Traian. Cele mai importante momente ale acestor lupte sunt evidențiate pe Columna lui Traian din Roma, realizată de către cel mai mare arhitect al acelor timpuri – Apolodor din Damasc – realizator și al primului pod peste Dunăre, de la Drobeta. Romanii au ocupat Transilvania și Oltenia de azi, teritorii atunci organizate ca provincii romane. Restul teritoriilor dace au rămas stăpânite de „dacii liberi", conduși de regi proprii, consemnați de izvoare până la sfârșitul secolului IV d.Hr. Invaziile succesive ale triburilor germanice și ale dacilor liberi, au determinat administrația romană să se retragă din Transilvania și Oltenia după 165-167 de ani de prezență, în anul 273 d.Hr., considerat drept anul „Retragerii Aureliene". Petrecută în timpul împăratului Aurelian, retragerea a semnificat o reașezare strategică a granițelor imperiului la Dunăre, pentru o mai eficientă administrare și apărare a provinciilor din sudul fluviului, de acum înainte denumite Dacia Aureliană, Dacia Ripensis, Dacia Mediterranea și ulterior Dioceza Dacia (Dioecesis Dacia).

## Romanizarea. Latinitatea limbii române

Harta provinciei romane Dacia

Columna lui Traian de la Roma

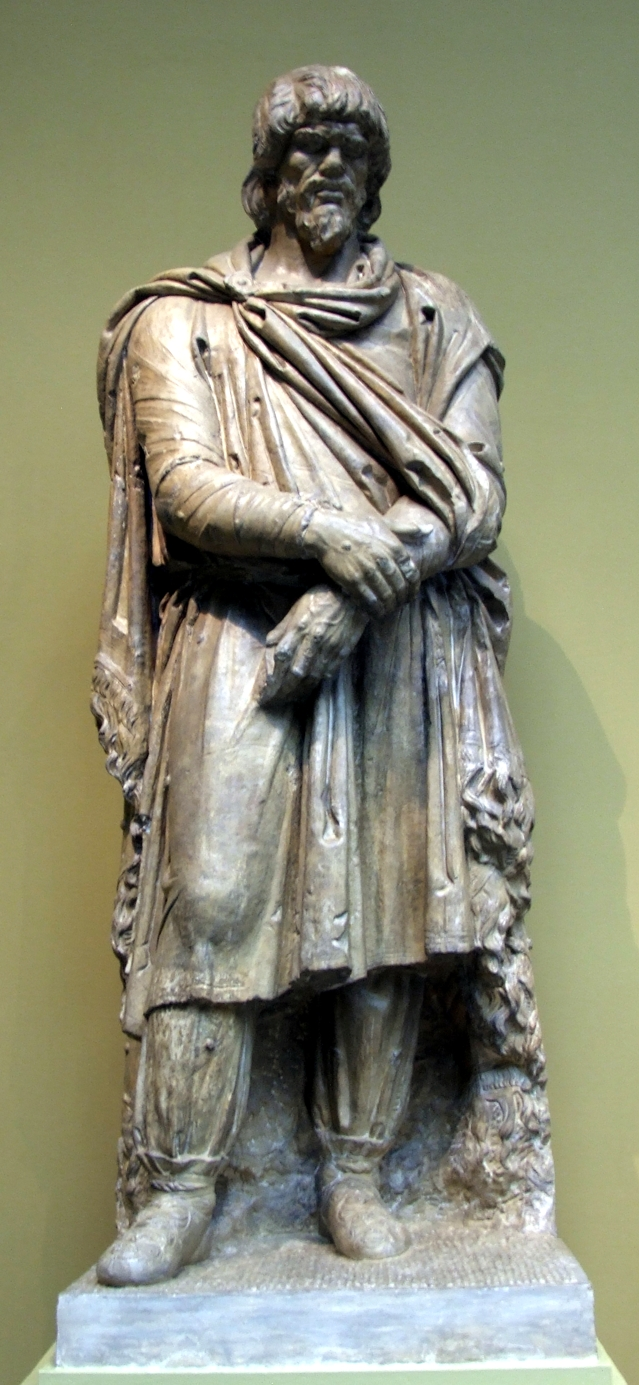
Statuia unui dac captiv

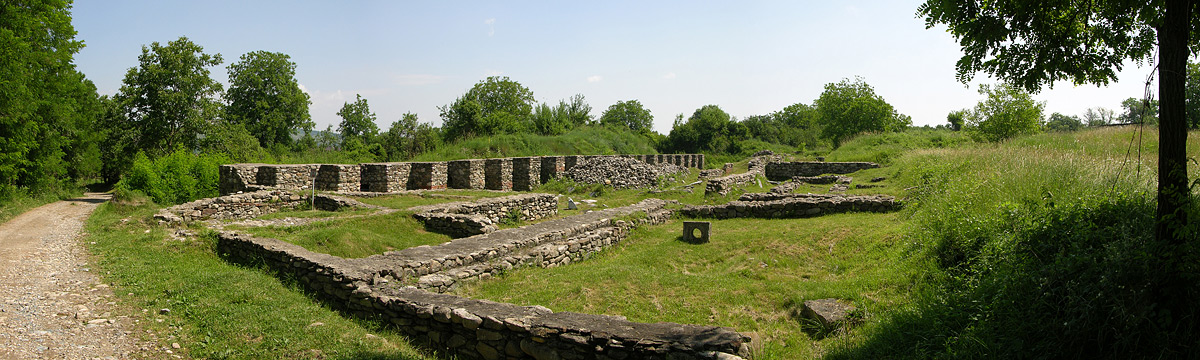
Ruine la Ulpia Traiana Sarmizegetusa

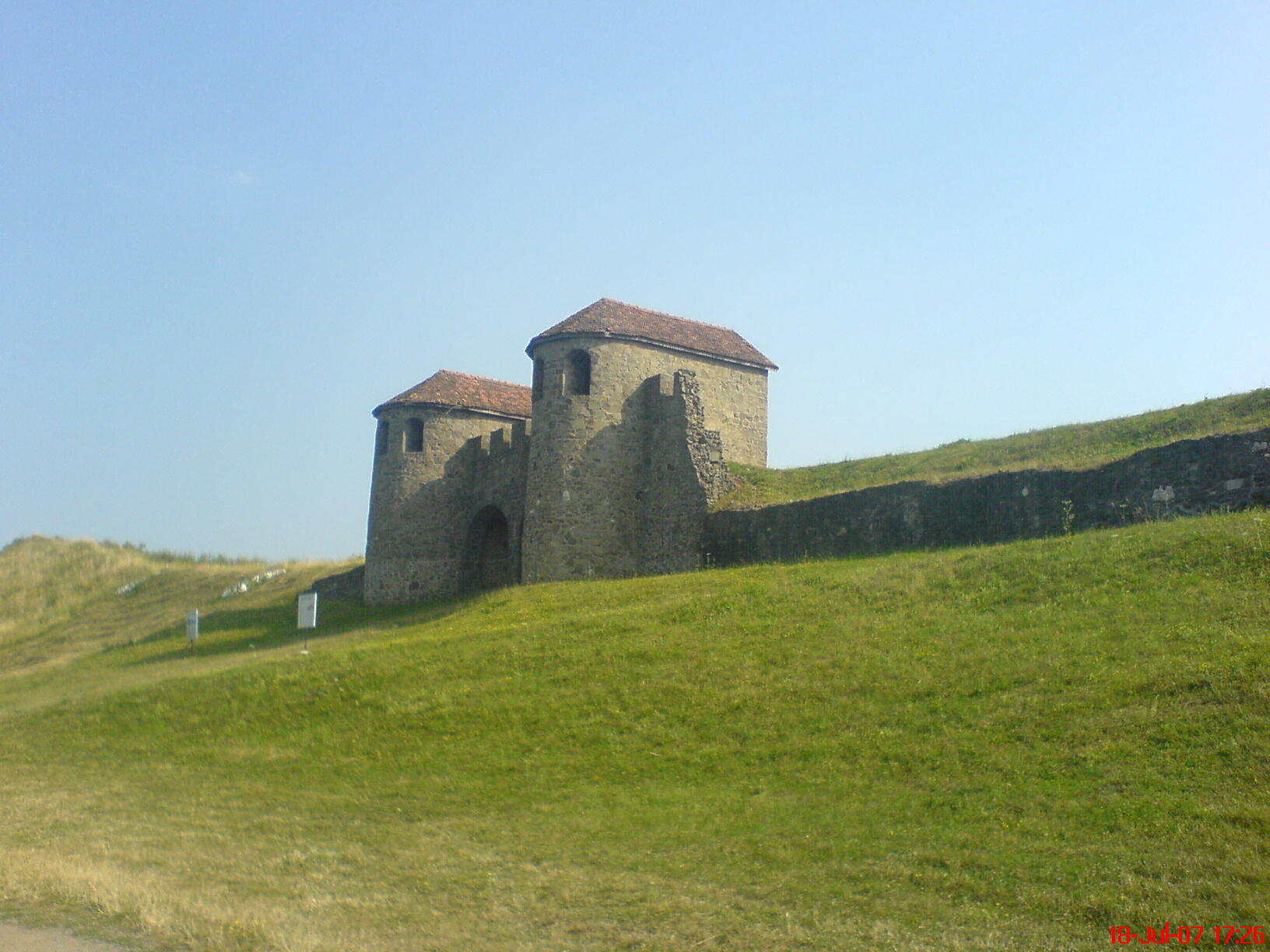
Poarta Praetoria a castrului roman Porolissum (la 8 km de Zalău), vedere din depărtare

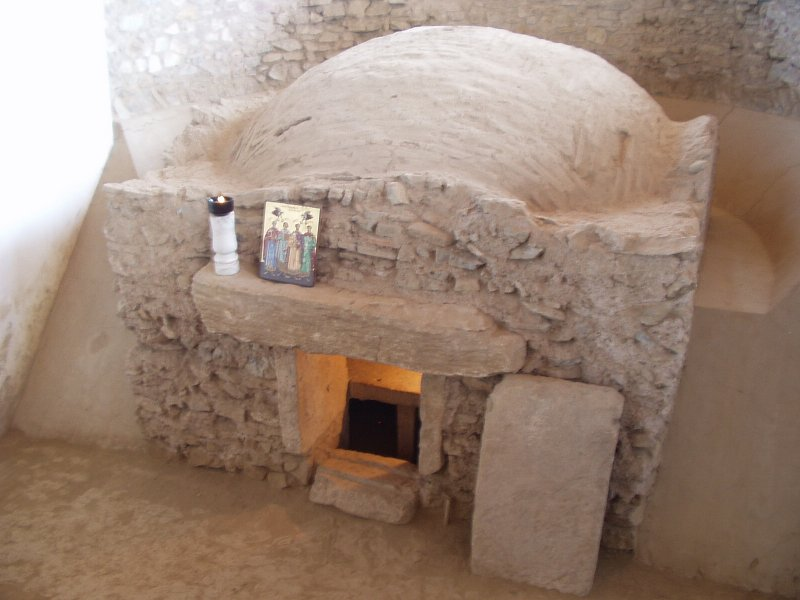
Mormântul a patru martiri creștini: Zotikos, Attalos, Kamasis și Filippos

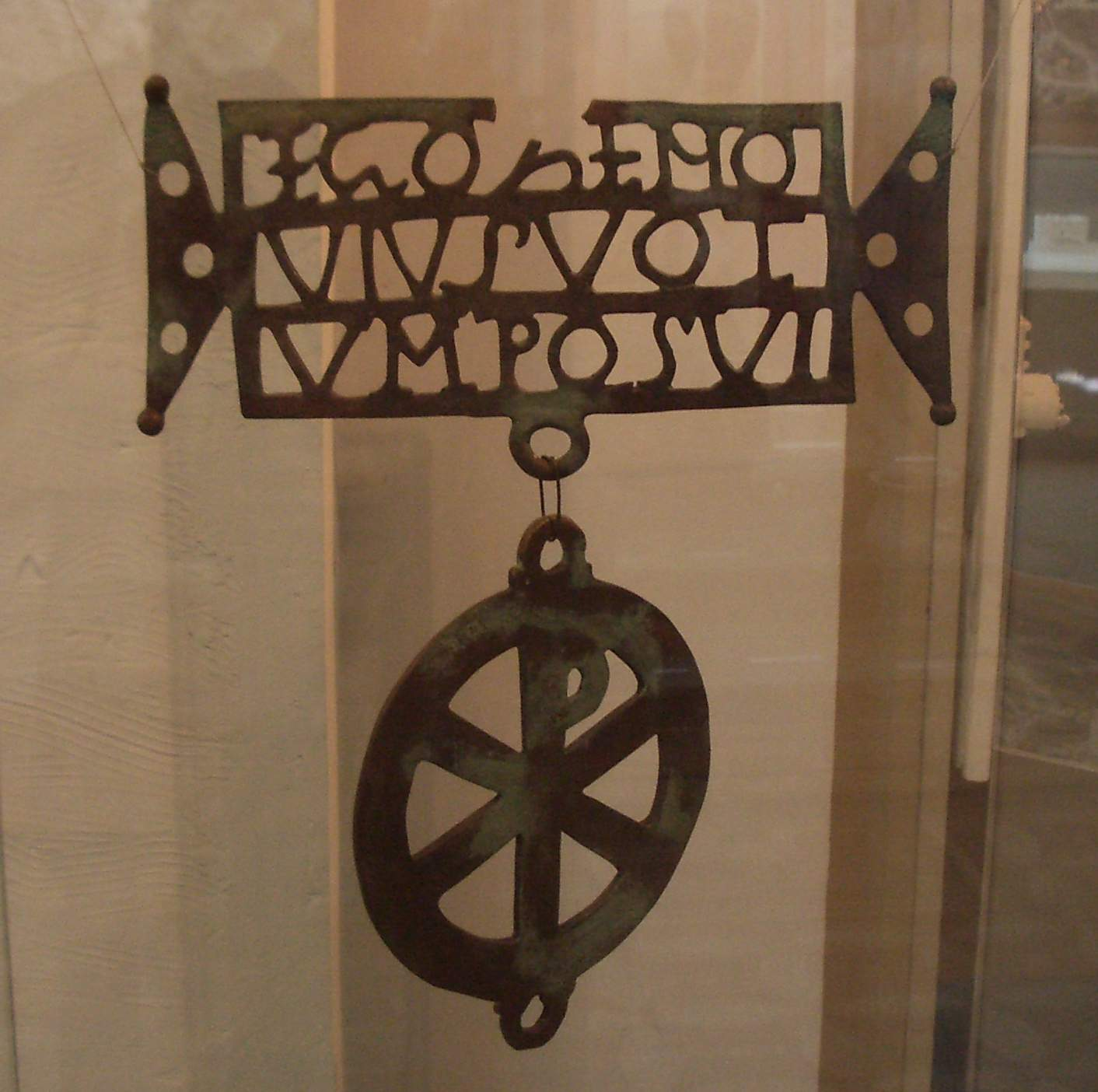
Donariul găsit la Biertan, sec. al IV-lea: Ego Zenovius Votum Posui („Eu, Zenovie, am pus acest dar”)

Romanizarea reprezintă un proces istoric complex prin care civilizația romană a pătruns în toate compartimentele vieții unei provincii, încât a dus la înlocuirea limbii populației supuse cu limba latină. Factorii romanizării au fost administrația, armata, veteranii, coloniștii, urbanizarea, religia, dreptul și învățământul în limba latină. Impactul asupra autohtonilor al acestor factori a fost asimilarea, în mod conștient, a civilizației romane. În anul 271, împăratul Aurelian a retras administrația și armata din Dacia nord-dunăreană. Dar o parte a populației romanizate a rămas la nord de Dunăre, pentru a exploata aurul din Munții Apuseni și sarea din bazinul Târnavelor. Între vechile centre urbane se numărau Sucidava, Dierna, Sarmizegetusa, Napoca, Porolissum, însă cea mai mare parte a locuitorilor vechilor orașe s-au retras spre ținuturile rurale din cauza populațiilor migratoare și au întemeiat așezări noi. Romanizarea a continuat alte câteva secole pe un teritoriu vast în jumătatea de nord a Peninsulei Balcanice, aproximativ la nord de liniile lingvistice propuse de savanții Skok și Jiřeček, în Daciile sud-dunărene și celelalte provincii ale Imperiului Roman de Răsărit.
«Armata romană a avut un rol important în romanizare, ținându-se cont nu numai de prezența legiunilor și a unităților auxiliare lor cu veteranii aferenți, ci și de dispersarea acestora în întreg „capul de pod”, pe care îl configura Dacia în apărarea Imperiului. Astfel, apare și faptul că româna este continuatoarea latinei militare de la frontiera daco-dunăreană a Imperiului Roman. De altfel, viața militară intensă a Daciei, alături de prestigiul civilizației, culturii și limbii latine, constituie principala explicație pentru rapida romanizare a acestei provincii. În istorie, se mai cunosc cazuri de asimilare, într-o perioadă scurtă, a unei limbi de prestigiu militar și cultural, căci, normanzii (debarcați în 841, în NV-ul Franței, și creștinați în 911), după cucerirea Angliei, în urma bătăliei de la Hastings, în 1066, au influențat, ca vorbitori ai francezei, limba anglo-saxonilor, ceea ce arată că franceza devenise limba lor maternă după numai cca două secole. Deși armata Rinului, în diverse perioade, era mai mare ca aceea a Daciei, acest fapt nu a fost esențial în romanizarea Galiei, deoarece legiunile renane, erau concentrate la limes-ul cu triburile germanice, între Meusa și Rin, cu centre principale la Mainz, Trier, Köln, și Xantem (de altfel, regiune în prezent neromanică). Dar nu numai Renania, ci și celelalte regiuni de frontieră ale Imperiului Roman din Europa (ca Pannonia), Africa și Asia nu mai sunt astăzi romanice. Deci, româna nu numai că este continuatoarea unei latine militare de frontieră, ci este și singura limbă neolatină care conservă vestigii ale limbajului de castru (sermo castrensis).». 
Cuvintele românești comune cu cele albaneze, despre care s-a stabilit că aparțin substratului autohton/preroman, întrucât au participat, alături de evoluțiile fonetice ale cuvintelor latine – ca, de exemplu, trecerea l latin în r român între vocale, cf. lat. salem > rom. sare, lat. scala > rom. scară, lat. solem > rom. soare etc, respectiv cf. rom. mazăre nu *mazăle (alb. modhullë), rom. măgură nu *măgulă (alb.magulë), rom. viezure nu *viezule (alb. vjedhullë) etc. Deci, cuvintele românești provenite din substratul tracic/preroman (ca și cele ale stratului latin) nu au păstrat sunetul l intervocalic, ca în cazul cuvintelor din adstratul slav (postroman) precum milă (< sl. mila), silă (< sl. sila), pilă (< sl. pila), nu *miră, *siră, *piră. Demonstrarea apartenenței cuvintelor românești comune cu cele albaneze la substratul autohton desființează în mod irefutabil ipoteza Roesleriană a intrării în limba română a cuvintelor albaneze prin conviețuirea românilor cu albanezii în Peninsula Balcanică, pe perioada unei presupuse sincope postaureliene în continuitatea românilor din Dacia. 
După retragerea aureliană este refăcută unitatea dacică din stânga Dunării de Jos: desființarea frontierei romane de pe linia Carpaților a permis circulația nestingherită pe ambii versanți: dacii liberi pătrund în interiorul arcului carpatic iar daco-romanii trec la est și la sud de Carpați. Refacerea unității dacice nu a împiedicat continuarea procesului de romanizare. Practicarea neîntreruptă a unor activități specifice vieții sedentare, greu de desfășuat în cadrul nomadismului și al transhumanței, ca agricultura, meșteșugurile, exploatarea minereurilor, a menținut folosirea limbii latine ca „lingua franca” pe ambele maluri ale Dunării. În timpul împăraților Dioclețian, Constantin cel Mare și Iustinian s-a realizat o adevărată „stăpânire romană” la nord de Dunăre. Răspândirea creștinismului în limba latină la nordul Dunării demonstrează romanizarea ireversibilă a populațiilor de substrat. Din limba latină provin termenii de bază ai creștinismului: biserică < basilica; Dumnezeu – Domine deus (vocativul lui Dominus deus); duminică < dominica dies; înger < angelus. Romanitatea din sudul și nordul Dunării a continuat și s-a consolidat în secolele IV-VI. Autohtonii s-au integrat definitiv și deplin în romanitatea orientală, „uitându”-și limba inițială și cea mai mare parte a elementelor culturale proprii.
Istoricul Lucien Musset a scris că latinitatea Europei centrale din Suabia până în Transilvania ar trebui să fie privită ca un întreg; părțile occidentale au fost germanizate, cele din mijloc maghiarizate și numai cele din est și sud (România) și-au menținut latinitatea. 

## Formarea limbii române
Tot de la sfârșitul secolului VIII putem vorbi de apariția limbii române, fiind o limbă romanică sau neolatină. La formarea acesteia, rolul principal l-au jucat cele trei componente principale: stratul romanic, substratul presupus daco-moesic (format în mare parte din vocabular împărtășit de limba albaneză, cel puțin aproximativ 160 de lexeme) și adstratul slav. Repartizarea vocabularului de proveniență din cele trei straturi este reflectată în vocabularul limbii române moderne în felul următor, potrivit unei statistici anterioare, făcută de lingvistul Dimitrie Macrea: compoziția etimologică a 49.642 de cuvinte și variante înregistrate în DLRM (Dicționarul limbii romîne moderne, publicat în 1958) este clasificabilă în 76 de grupe, dintre care numai 14 depășesc procentajul de 1%. Vocabularul principalelor grupuri lexicale: latine 20,02%, slave vechi 7,98%, bulgare 1,78%, bulgaro-sârbe 1,51%. Alte elemente lexicale: turce 3,62%, maghiare 2,17%, neogrecești 2,37%, franceze 38,42%, latine literare 2,39%, italiene 1,72%, germane 1,77%. Din categoria substratului pot face parte lexemele de origine nesigură 2,73%, de origine necunoscută 5,58% și lexemele onomatopeice 2,24%. Din cele 9.920 cuvinte latine numai 1.849 sînt primite direct din latină, 8.071 constituie derivate pe teren românesc de la rădăcini aparținând cuvintelor moștenite din latină. O statistică mai recentă v. în articolul Limba română.
La sfârșitul perioadei antice, numele Dacia a continuat să fie folosit pentru două provincii romane sud-dunărene (din Serbia și Bulgaria de astăzi), Dacia ripensis și Dacia mediterranea, însă, în documentele oficiale în câteva limbi și pentru teritoriul nord-dunărean, de-a lungul evului mediu și chiar și în epoca modernă. Pentru regiunea dintre Marea Adriatică, Marea Neagră, Marea Marmara și Marea Egee s-a încetățenit termenul „Romania”, pentru Imperiul Roman de Răsărit, de la care s-au inspirat personalitățile care au optat în secolul al XIX-lea pentru numele actual România al statului rezultat din unirea principatelor Moldova și Țara Românească.
Limba română a evoluat din latina orientală, contactul prelungit cu populațiile slave fiind la originea unei părți importante din vocabular. În evul mediu și în perioada premodernă au intrat în limbă un număr limitat de cuvinte maghiare, turcice vechi, turcice otomane și grecești (v. nota de subsol). O influență puternică a avut-o limba franceză în secolul al XIX-lea. Folosirea numelui de română pentru limba noastră cea frumoasă precum și a numelui de români pentru a desemna vorbitorii acestei limbi, nu a așteptat întemeierea statului România. Deși supușii voievodatelor se desemnau ca „ardeleni” (sau „ungureni”), „moldoveni” sau „munteni”, numele de „rumână” sau „rumâniască” pentru limbă este atestat în secolul secolului XVI la mai mulți călători străini precum și în documente românești vechi, ca Palia de la Orăștie și Letopisețul Țării Moldovei.

## Statele medievale românești

Frontul Antiotoman, principalele bătălii

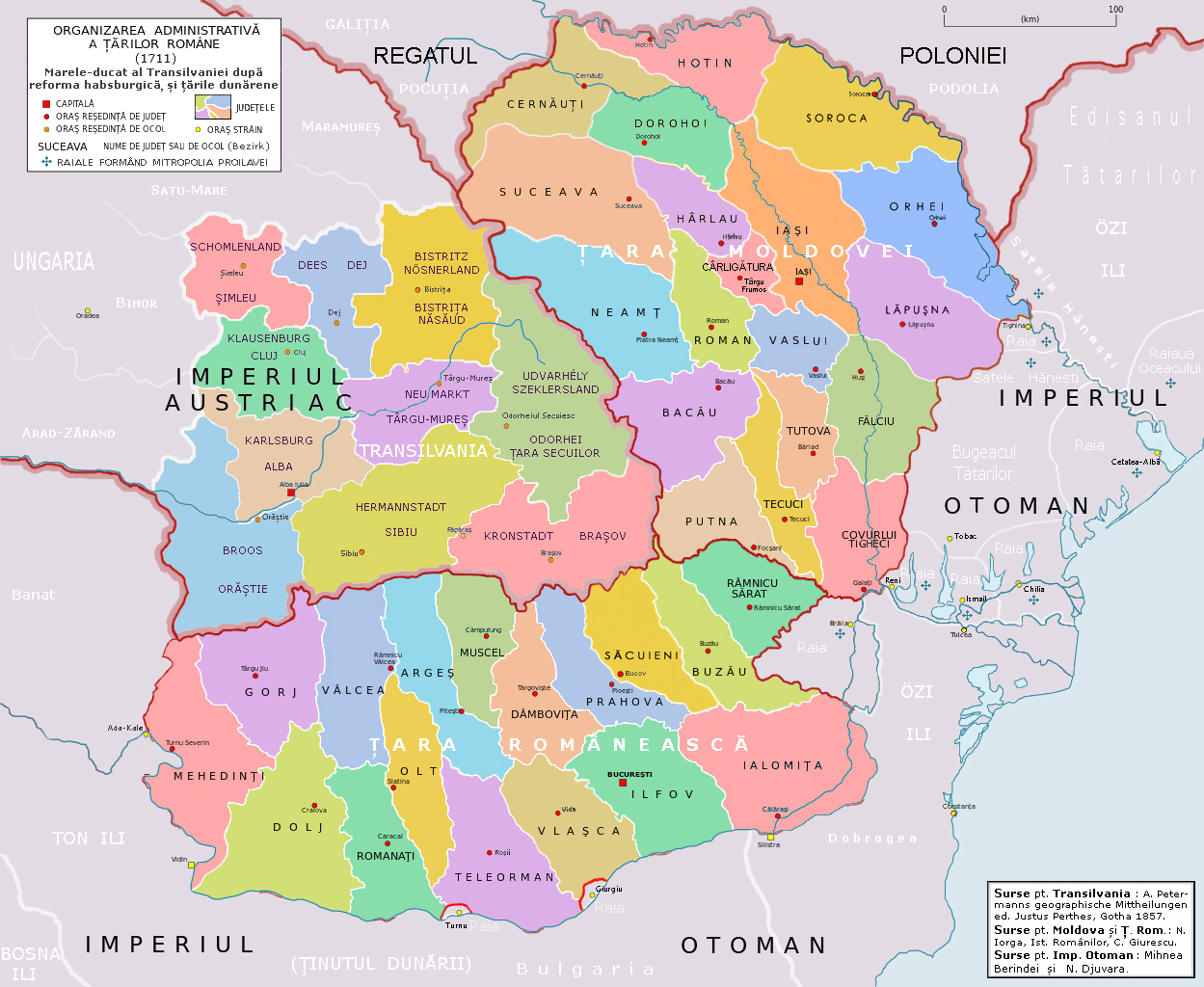
Organizarea țărilor române în 1711

În perioada postromană, au trecut peste teritoriul dacic (al viitoarei Românii) mai multe valuri de invazii ale populațiilor migratoare: hunii în secolul IV, gepizii în secolul V, avarii în secolul VI, slavii și bulgarii în secolul VII, ungurii în a doua jumătate a secolului IX, pecenegii, cumanii, uzii și alanii în secolele X-XII și tătarii în secolul XIII. În perioada timpurie a Evului Mediu și ulterior, au fost create, – mai întâi – cnezatele și voievodatele, ca formațiuni prestatale românești. Existența reală a celor mai timpurii "ducate" menționate în lucrarea Gesta Hungarorum, anume cele ale "ducilor" Gelu, Glad și Menumorut, nu a putut fi confirmată de nicio altă sursă și nici de studiile arheologice sau paleografice, astfel că menționarea lor pe hărți istorice este incertă.Totuși, istoricul și academicianul I. A. Pop și savantul E. Sayous admit că voievodatului românesc al lui Gelu a existat și a continuat să existe sub Tuhutum, Horca și Iula (Gelu sau Gyula)
Există date despre voievodatul transilvănean cu centrul la Alba Iulia, condus de Iuliu (Iula, Gelu sau Gyula). Acesta a construit la Alba Iulia prima biserică bizantină din Transilvania la sfârșitul sec. al X-lea, având ca episcop pe Ieroteu Episcopia a fost creată pentru mulțimea de credincioși români și slavi din zonăIntr-o cronică germană, Iuliu era considerat rege: 
„Stephen rex Ungaricus super avunculum suum regem Iulum cum exercitum venit”—Annales Hildesheimenses -text în limba latină
La începutul secolului al XI-lea, Iuliu a fost atacat și țara sa a fost anexată de regele Ungariei
Conform studiilor istoricilor precum Nicolae Iorga, Theodor Capidan, Vasile Pârvan, George Vâlsan, Constantin Giurescu, Florin Constantiniu, primele întemeieri statale românești au apărut în sudul Dunării: Imperiul Româno-Bulgar întemeiat de vlahii Petru și Asan (anul 1186), precum și ținuturile aromânești din secolele X-XII: "Vlahia Mare" (Tesalia, Fotida, Pelasgiotida, Locrida), "Vlahia Mică" (Epirul, Tesproția) și "Vlahia Superioară" (Dolopia), în timp ce în nordul Dunării, numele Banatului amintește de existența, în cadrul regatului Maghiar timpuriu, a unor formații politice autonome, anume banatele croate, sârbești sau românești, cele din urmă fiind cele de la Timișoara și de la Severin (actuala Oltenie). Transilvania este menționată ca voievodat autonom, vasal al Ungariei, începând cu secolul XII. Banatul și Transilvania apar ca formații urmașe ale unor cnezate mai mici: Neaga, Kean, Ahtum și Chanadinus.
În Evul Mediu nu existau statistici pe naționalități și doar toponimia și numele de persoane pot aduce informații despre originea populațiilor, care par de la bun început amestecate, alături de români (pe atunci denumiți „vlahi” de alte popoare) trăind și slavi (pe atunci denumiți „șchei”), pecenegi, cumani și maghiari. 
În a doua jumătate a secolului al XIII-lea, regii Ungariei au colonizat în Transilvania secui și germani, evocați în izvoare sub denumirea de hospites, aceștia din urmă cunoscuți și ca sași. Tot atunci sunt menționate mai multe cnezate în Moldova (Onut, Strășineț, Baia, Bârlad, Costea și Olaha), Țara Românească (Farcaș, Litovoi, Ioan, Mișelav, Bărbat și Seneslau) și Dobrogea (Tatos, Sațas, Sestlav, Dimitrie, Gheorghe...). Dintre acestea s-au remarcat în mod deosebit cele conduse Negru Vodă și Basarab I în Țara Românească, de Dragoș, Bogdan în Moldova și de Dobrotici și Balcu în Dobrogea. Pătura conducătoare a acestor formațiuni politice este și ea de diferite origini, familia Basarab de exemplu, fiind, după aceiași istorici, de origine cumană, în timp ce voievozii ardeleni erau preponderent maghiari.
Încă din secolul al XIV-lea, țările române au fost în contact cu occidentul, de exemplu prin coloniile genoveze menționate în zona Dunării de Jos și mării Negre de apus: Caladda, Constanza, Licostomo, Montecastro, Policronia și San-Giorgio.
În secolele XII–XIII se concretizează procesul de formare a principatelor Moldovei și Țării Românești, a căror pătură conducătoare (boierimea) este clar românească sau românizată, dar a căror limbă oficială și liturgică rămâne încă timp de patru veacuri, limba slavonă. Abia constituite, aceste principate românești se confruntă cu Imperiul Otoman, care a cucerit Constantinopolul în 1453. Până în 1541, întreaga Peninsulă Balcanică și mare parte din Ungaria au devenit provincii turcești. Moldova, Țara Românească și Transilvania au rămas autonome, dar sub suzeranitate otomană.
În anul 1599 voievodul Țării Românești, Mihai Viteazul, aliat al împăratului habsburgic Rudolf al II-lea, a fost pentru mai puțin de un an voievod al Transilvaniei, Moldovei și Țării Românești. Acest episod istoric a fost adesea descris în literatura istorică de vulgarizare ca o tentativă de unire a țărilor române, dar în realitate, Mihai Viteazul (care a legat iobagii români de glie și nu s-a preocupat decât de interesele nobilimii) a acționat excluziv din motivele politice ale vremii, și nu există nicio dovadă că ar fi avut vreun motiv de conștiință națională (care în acea vreme exista doar la câțiva cărturari, poporul știind bine ce limbă „rumânească" vorbea, dar neavând ideea unirii într-un singur stat). Oricum, intervenția Poloniei și întoarcerea lui Sigismund Báthory pe tronul Transilvaniei au pus capăt încercării, și când Mihai a recucerit Transilvania a fost asasinat din ordinele generalului italian Gheorghe Basta.
La sfârșitul secolului XVII, Ungaria și Transilvania au devenit părți ale Imperiului Austriac (Habsburgic), după înfrângerea turcilor care transformaseră peste 150 de ani Ungaria în pașalâc turcesc. Tot atunci apare în Transilvania biserica greco-catolică care a dus, în secolul al XVIII-lea, o luptă politică pentru recunoașterea de către Austrieci a drepturilor românilor ardeleni și pentru desființarea orânduirii nedrepte numită Unio Trium Nationum. În 1718 o importantă parte a Țării Românești, anume Oltenia, a fost încorporată în Imperiul Austriac, fiind înapoiată Țării Românești în 1739. În 1775, Imperiul Austriac a ocupat nord-vestul Moldovei, denumit atunci Bucovina, în timp ce jumătatea de est a principatului medieval a fost ocupată mai târziu, în 1812 de Rusia, și numită atunci Basarabia (înainte de 1812, numele de Basarabia desemna numai regiunea numită de Turci „Bugeac").

## Nașterea României ca națiune
Ca în multe alte țări europene, în anul 1848 s-a produs în Moldova, Țara Românească și Transilvania o renaștere culturală cunoscută ca „Renașterea națională a României”. Țelurile revoluționarilor – independența completă pentru primele două și emanciparea națională pentru cel de-al treilea principat românesc – au rămas neîmplinite, dar au pus bazele evoluțiilor următoare. De asemenea, acțiunea educativă a revoluționarilor („deșteptătorii neamului”, cum li se spunea atunci) a ajutat populațiile celor trei principate să-și recunoască unitatea lor de limbă și să-și apere intereselor lor.
Delegații Adunărilor ad-hoc convocate în octombrie 1857 au solicitat, printre altele, unirea Principatelor într-un singur stat, cu numele de România. În ianuarie 1859, profitându-se de susținerea lui Napoleon al III-lea și de fragilitatea puterii otomane, dar și de ambiguitatea din textul Convenției de la Paris din 1858, Alexandru Ioan Cuza a fost ales domn al Țării Românești și al Moldovei, ulterior cele două principate fiind unificate și din punct de vedere politic. Domnia lui Cuza a fost, așa cum se convenise în 1858, una de șapte ani, lui nepermițându-i-se să rămână la putere în 1866 de către politicienii reuniți în așa-numita „Monstruoasă Coaliție”.

## Războiul de independență (1877–1878)

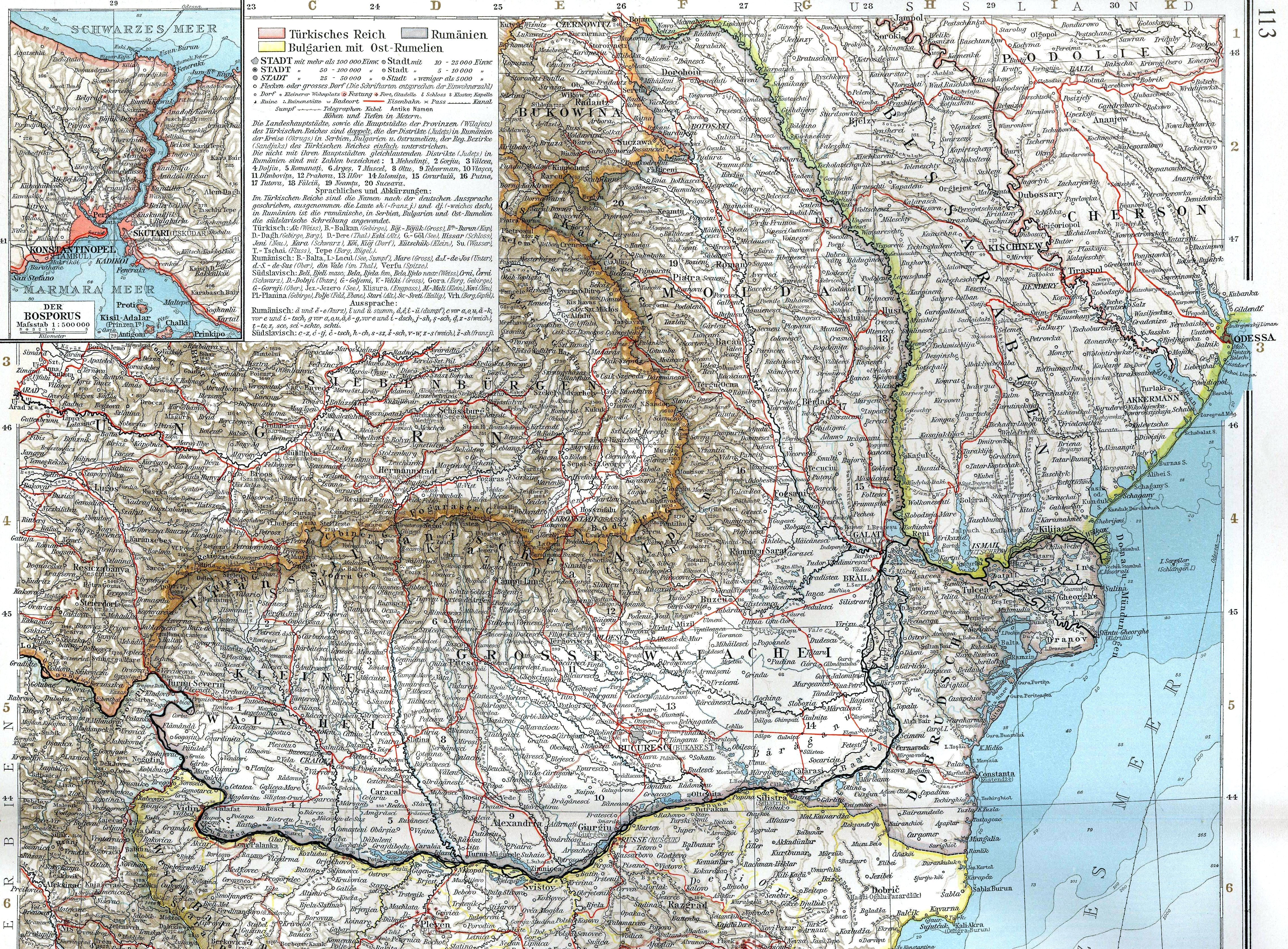
România (1878-1913)

Animație cu evoluția teritorială a țărilor române până la 1859 și cu schimbările granițelor României (1859–2010):
Albastru deschis: teritoriul comparativ al României mari (1918–1940); Albastru-verde deschis: formațiuni politice având o populație românească ("vlahă") atestată; Verde-albastru închis: Formațiuni politice având o conducere românească atestată

În 1866 prințul german Carol de Hohenzollern-Sigmaringen a fost proclamat Domn pentru a asigura sprijinul german pentru obținerea independenței române. În 1877 Carol a condus forțele armate române într-un război de independență plin de succes, ulterior fiind încoronat Rege al României în 1881.
Participarea României la războiul din 1877–1878 și cucerirea independenței de stat, a însemnat egalitatea juridică cu toate statele suverane, având o adâncă semnificație morală pentru că a ridicat conștiința națiunii române libere și a permis realizarea în perspectivă, atunci când istoria a permis-o, a Marii Uniri de la 1918. Nu mai puțin important a însemnat eliberarea altor populații balcanice de sub dominația otomană, contribuind decisiv la evoluția acestora ca state moderne într-o epocă de afirmare a spiritului național.

## Societatea românească la mijlocul secolului al XIX-lea
Economie și societate

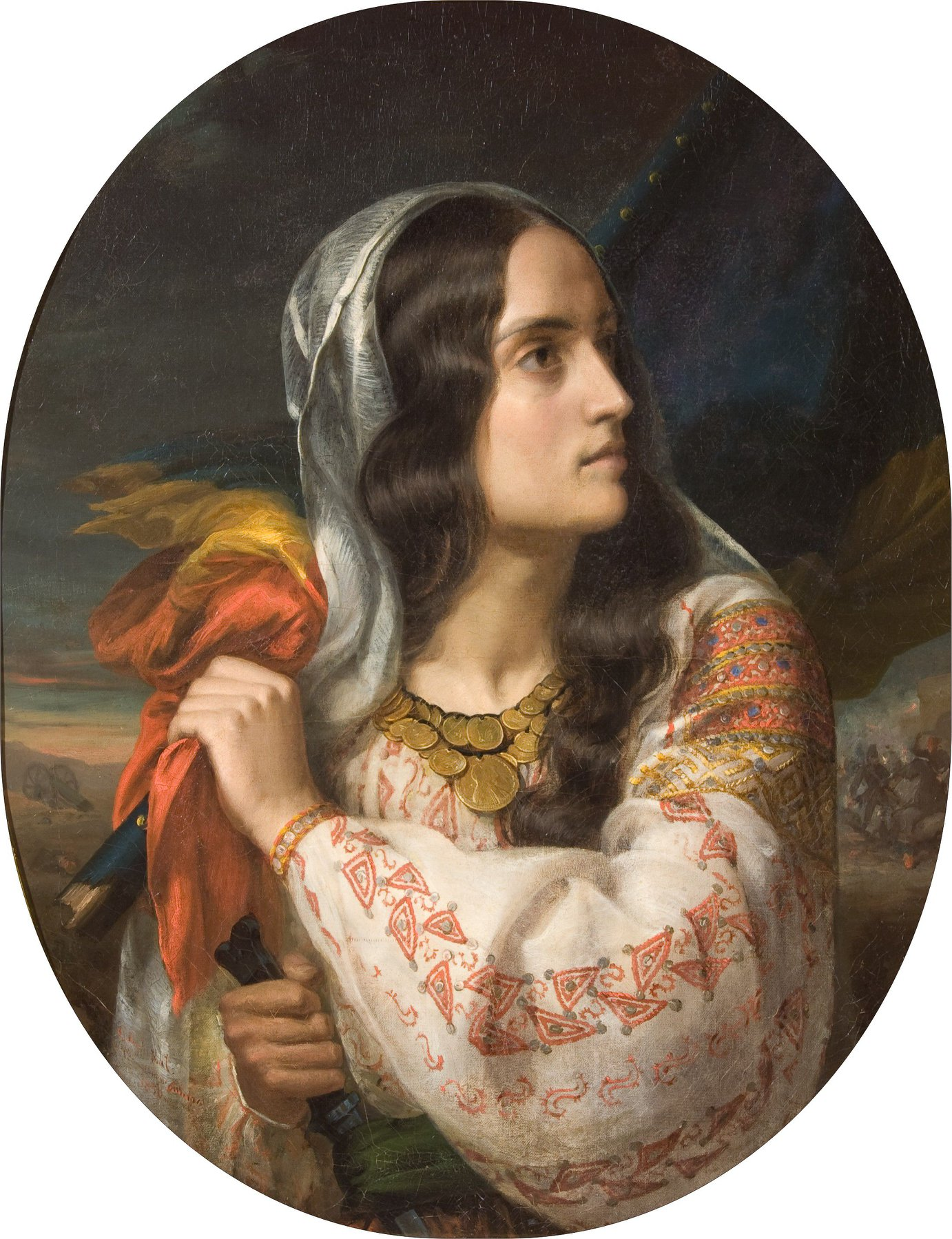
România Revoluționară de C.D. Rosenthal

În deceniul care a urmat după Revoluția din 1848, populația Principatelor a sporit, ajungând către 1860 la peste 4 milioane locuitori. Totodată a crescut numărul așezărilor sătești și urbane. Mai multe localități de pe Dunăre și din apropiere (Alexandria, Turnu Severin, Turnu Măgurele etc.) au devenit importante centre urbane. Și în această perioadă, agricultura a rămas principala ramură a economiei. Au crescut considerabil suprafețele însămânțate cu grâu și secară. Gospodăriile moșierești, care dețineau cea mai mare parte a teritoriilor agricole, erau principalii furnizori de produse agricole pe piață, însă productivitatea acestor gospodării era scăzută: randamentul mediu la hectar era, de exemplu, jumătate decât în Franța. Creșterea producției se explică prin sporirea obligațiilor de muncă ale țăranilor clăcași. Munca salariată era practicată încă în proporții reduse.

## Regatul României

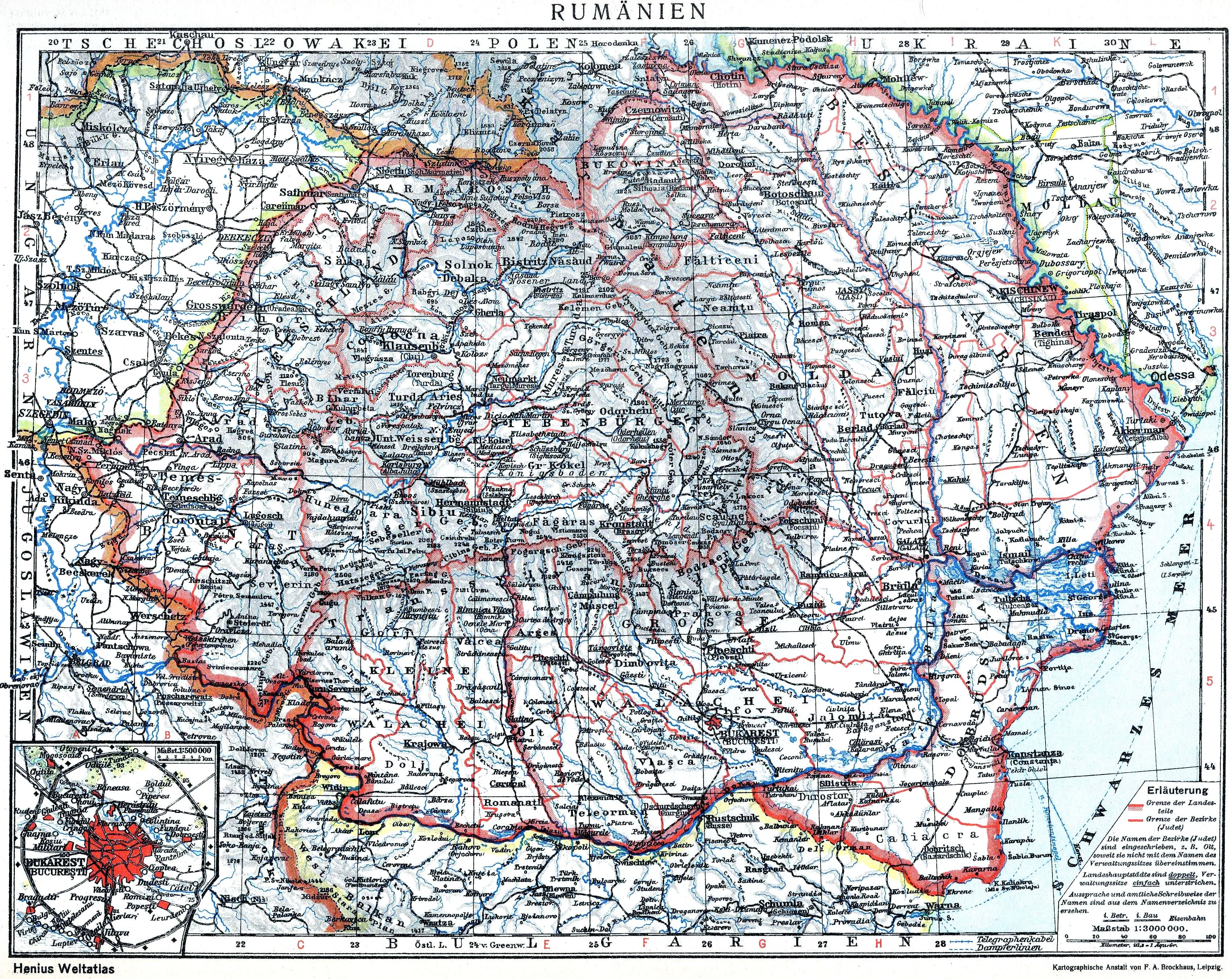
România interbelică

Noul stat, aflat la confluența Imperiilor Otoman, Austro-Ungar și Rus, cu vecini slavi pe trei părți, aspira la vest, în principal la Franța și Germania, pentru modelele sale culturale, educaționale și administrative. În 1916, România a intrat în Primul Război Mondial, de partea Antantei. În ciuda eșecurilor răsunătoare ale României din 1916, care au dus mai întâi la ocuparea sudului țării de către armata germană, și apoi în primăvara lui 1918 la încheierea unei păci separate cu Puterile Centrale, la sfârșitul războiului, Imperiile Austro-Ungar și Rus au dispărut; corpurile reprezentative create în Transilvania, Basarabia și Bucovina au ales unirea cu România, rezultând România Mare.
Majoritatea guvernelor române dinaintea celui de-al Doilea Război Mondial au păstrat forma, dar nu și substanța unei monarhii constituționale liberale. În același timp, clasa politică, percepută ca fiind profund coruptă și (cel puțin în Vechiul Regat) responsabilă pentru fiascoul participării la Primul Război Mondial, s-a confruntat cu o serie de mișcări antisistem de diverse orientări, care s-au aflat în opoziție nu doar cu ea, ci și între ele. Dacă activiștii de extremă stânga asociați Cominternului au putut activa doar clandestin, în jurul regelui Carol al II-lea s-a cristalizat, în special în anii 1930, un grup ce dorea asanarea vieții politice cu participarea mai activă a Casei Regale. Pe de altă parte, mișcarea naționalistă aproape mistică Garda de Fier a devenit și ea un factor politic major în exploatarea fricii de comunism și resentimentul pretinsei dominații străine și mai ales evreiești asupra economiei, manifestându-se prin acte de violență și asasinate politice (cum ar fi uciderea la Sinaia a primului ministru Ion Gheorghe Duca în 1933). În contextul problemelor economice cauzate de Marea Criză Economică, aceste mișcări antisistem au cunoscut în România, ca și în alte țări europene, o puternică ascensiune.
Revenit pe tron în 1930 după renunțarea la succesiune în 1925, Carol al II-lea a adus-o în prim-planul vieții politice pe noua sa soție Elena Lupescu, marginalizând-o pe prima soție, regina Elena și pe fiul său Mihai, principele moștenitor. Influența Elenei Lupescu a crescut mult începând de atunci, ea fiind principalul factor de influență asupra deciziilor luate de rege. Acest grup de influență constituit în jurul Elenei Lupescu și al lui Carol al II-lea și denumit peiorativ camarila regală, s-a discreditat însă și el prin scandaluri de corupție, în ciuda prezenței în rândul său a unor personalități respectate, cum ar fi istoricul Nicolae Iorga și generalul Alexandru Averescu. În 1938, pentru a preveni formarea unui guvern ce ar fi inclus membri ai Gărzii de Fier, Carol al II-lea a destituit guvernul și a instituit o dictatură regală de scurtă durată. El a fost însă silit să abdice la 6 septembrie 1940, ca urmare a pierderilor teritoriale suferite de România în același an. În locul lui, Carol l-a lăsat conducător al statului pe mareșalul Ion Antonescu, și pe tron pe fiul său, Mihai, care, abia ieșit din minorat, nu avea nicio putere reală.

## România în al Doilea Război Mondial
În final, în 1940, România a pierdut teritorii atât în est cât și în vest: în iunie 1940, ca urmare a tratatului Germano–Sovietic (Ribbentrop - Molotov) după ce a înaintat un ultimatum României, Uniunea Sovietică a anexat Basarabia, Bucovina de nord și Ținutul Herța. Două treimi din Basarabia au fost combinate cu Transnistria (o mică parte din URSS), pentru a forma RSS Moldovenească. Bucovina de Nord, Ținutul Herței și sudul Basarabiei au fost oferite RSS Ucraineane.
Între 1941 și 1944, mareșalul Ion Antonescu conduce țara ca dictator militar (Șeful Statului).
Prin Dictatul de la Viena, România este nevoită în august 1940 să cedeze Ungariei partea de nord a Transilvaniei în schimbul garanțiilor de securitate germano-italiene. De asemenea, prin Tratatul de la Craiova, din 7 septembrie 1940, au fost cedate Bulgariei - la insistențele lui Hitler, alimentate de diplomația bulgară – două județe din sudul Dobrogei, Durostor și Caliacra (Cadrilaterul). România a intrat în cel de-Al Doilea Război Mondial alături de Pactul Tripartit în iunie 1941, cu scopul de a recupera teritoriile pierdute către URSS, lucru care inițial avea să fie realizat, pentru perioada iulie 1941 – august 1944.
Ca urmare a situației de pe front, în toamna anului 1943 Mareșalul Antonescu începe la Lisabona negocieri secrete cu reprezentanți ai Aliaților; ulterior acestea se vor desfășura la Cairo și Stockholm, până în data de 22 august 1944. Antonescu nu avea însă intenția de a ieși din război, el acționând în virtutea cuvântului de ofițer dat lui Hitler, și a refuzat chiar și în ultimul moment să renunțe la lupta împotriva Aliaților.
La 23 august 1944, Regele Mihai, cu sprijinul partidelor din opoziție și al unor reprezentanți ai armatei, a pus capăt dictaturii lui Antonescu și a trecut armata României de partea Aliaților, fără semnarea unui acord prealabil cu aceștia. Acest aspect avea să fie speculat pe deplin de armata sovietică care, imediat a trecut la răzbunări și răfuieli față de militarii români care au participat anterior la luptele de pe frontul de est.
România a luptat în bătăliile cu germanii din Transilvania, Ungaria, Austria și Cehoslovacia, situându-se pe locul 4 în ceea ce privește efectivele armate angajate în luptă, aportul concret adus Aliaților și rezultatele obținute pentru victoria asupra statelor Axei. La sfârșitul războiului, Regele Mihai I a fost decorat de Președintele SUA – Harry S. Truman – cu „Legiunea de Merit în cel mai înalt grad” (Comandant Șef) și de către Iosif V. Stalin cu ordinul sovietic „Victoria cu diamante”, recunoscându-se, în acest fel, meritul deosebit al contribuției sale personale la victoria aliaților. La sfârșitul celui de-al doilea război mondial, nordul Transilvaniei a revenit României, dar Bucovina de Nord, Basarabia, Ținutul Herța și sudul Dobrogei (Cadrilaterul) au rămas cedate URSS și Bulgariei. O parte din aceste teritorii, împreună cu o parte din teritoriul fostei URSS a format RSS Moldovenească, stat devenit independent în 1991, sub numele de Republica Moldova.

## România comunistă

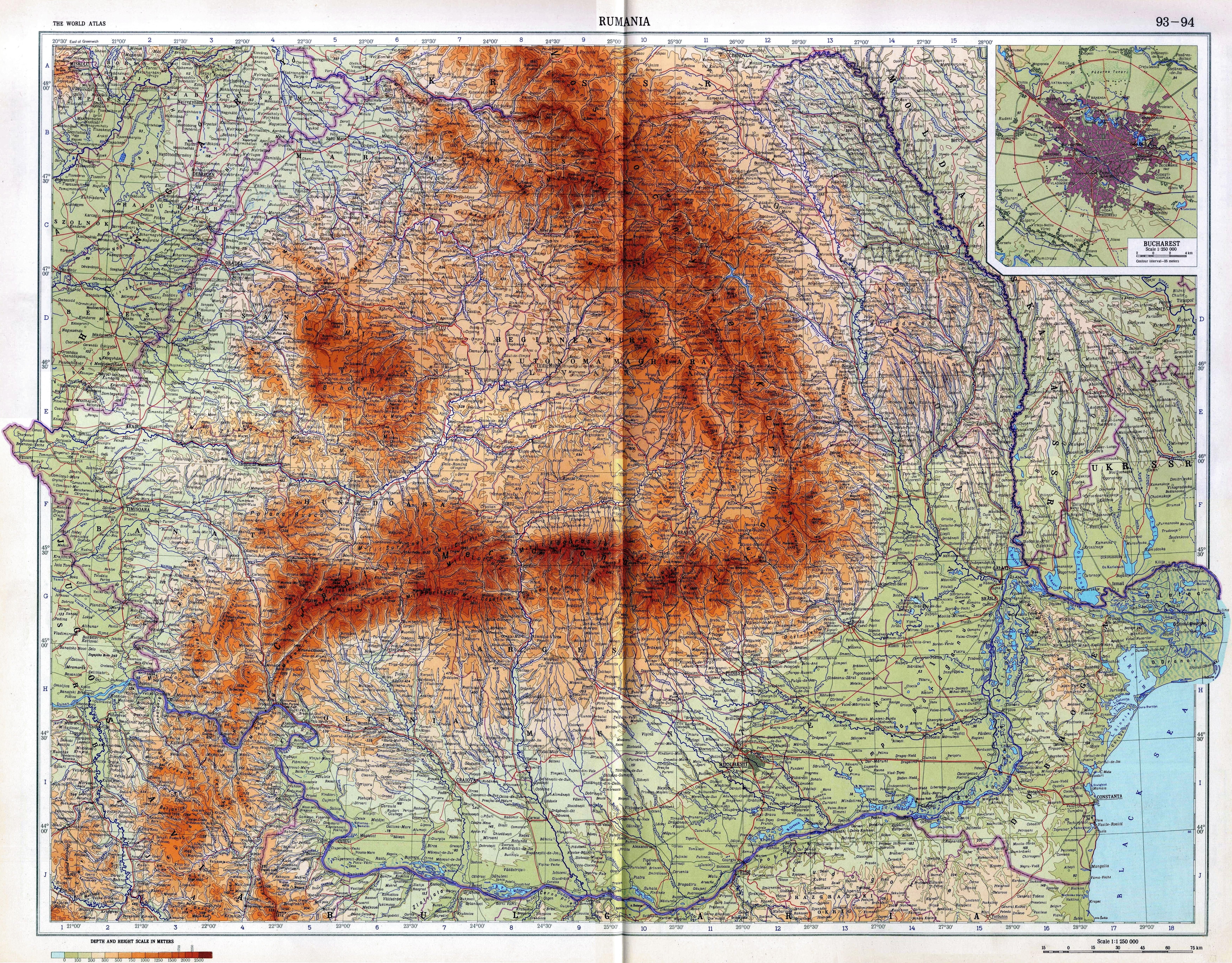
România în 1967

La 30 decembrie 1947 a fost proclamată Republica Populară Română, după ce, în contextul ocupării României de către armata sovietică, regele Mihai I a fost forțat să abdice, stabilindu-se în Elveția, la Versoix.
La data de 23 mai 1948 are loc ultima cedare teritorială în favoarea Uniunii Sovietice: Ana Pauker semnează un proces-verbal secret în urma căruia Insula Șerpilor este cedată statului vecin de la Răsărit.
La începutul anilor 1960, guvernul comunist român a început să-și afirme o oarecare independență față de Uniunea Sovietică. Ceaușescu a devenit președintele Partidului Comunist Român în 1965 și șef al Statului în 1967. Denunțarea de către acesta a invaziei sovietice în Cehoslovacia din 1968 și o relaxare scurtă în represiunea internă a ajutat la crearea unei imagini pozitive a dictatorului, atât în vest, cât și acasă. Seduși de politica străină aparent „independentă” a lui Ceaușescu, liderii vestici au avut o poziție ambiguă față de un regim care a devenit la sfârșitul anilor 1970 din ce în ce mai despotic și imprevizibil. Creșterea economică rapidă antrenată de creditele externe a lăsat loc încet-încet unei austerități răstălmăcite și a unei aspre represiuni politice interne.
Conducerea lungă, de peste două decenii, a președintelui Nicolae Ceaușescu a devenit din ce în ce mai austeră în anii 1980.
După prăbușirea comunismului în restul Europei de Est în toamna anului 1989, un protest de la mijlocul lui decembrie din Timișoara a fost intrumentalizat împotriva regimului ceaușist de înșiși apropiații acestuia, provocând în capitală o revoltă populară concomitentă cu lovitura de stat dată de Ion Iliescu, Petre Roman, Vasile Milea, Victor Stănculescu și alții pe 22 decembrie. Ceaușescu a fost arestat imediat, și, după un proces înscenat, a fost executat împreună cu soția sa pe 25 decembrie, în ziua de Crăciun. Peste 1.500 de persoane au fost ucise în luptele de stradă în care atât armata cât și populația erau convinși că apără „Revoluția” împotriva unor pretinși „teroriști” ai lui Ceaușescu, trăgând în realitate unii într-alții, lucru pentru care autorii loviturii de stat au fost considerați ca responsabili, fără însă ca o manipulare voită să poată fi dovedită. O coaliție de guvernare improvizată condusă de Ion Iliescu a format atunci Frontul Salvării Naționale (FSN), care s-a instalat la putere și a proclamat restaurarea democrației și a libertății și dorința sa de a ajunge la un „socialism uman și științific”, dorință la care a renunțat după numai câteva zile pentru a promova economia de piață. Partidul Comunist a fost interzis prin lege, iar cele mai importante măsuri nepopulare ale lui Ceaușescu, precum interzicerea avortului, au fost abrogate.

## România începând cu 1989
Istoria României după 1989 este marcată de dificultățile trecerii de la regimul comunist (dictatură cu un singur partid pe planul politic, marxism-leninism pe planul ideologic, economie de stat condusă de ministere pe planul economic) la regimul capitalist (democrație parlamentară cu mai multe partide pe planul politic, liberalism cu nuanțe de naționalism pe planul ideologic, economie de piață pe planul economic). Primele alegeri parlamentare și prezidențiale au loc pe 20 mai 1990, într-un context în care mai mulți intelectuali (Gabriel Liiceanu, Andrei Pleșu) și lideri politici (Corneliu Coposu din Partidul Național Țărănesc și Radu Câmpeanu din Partidului Național Liberal), precum și studenții care manifestau în Piața Universității reclamau „tragerea la socoteală” a persoanelor implicate în dictatură, în timp ce Ion Iliescu, candidatul Frontului Salvării Naționale (FSN), le promitea tuturor cetățenilor că va fi (conform lozincii de pe afișele sale) „unul dintre noi, pentru liniștea noastră”. Prin urmare, o bună parte dintre alegători, care trebuiseră să accepte compromisuri cu autoritățile comuniste pentru a supraviețui, a votat pentru Ion Iliescu, care a câștigat 85% din voturi, FSN primind două treimi din scaunele Parlamentului. Petre Roman, profesor universitar membru al nomenclaturii comuniste, dar favorabil apropierii de occident și de Uniunea Europeană, a fost numit prim-ministru și a început reformele pentru o piață liberă.
Noul guvern fiind format cu rare excepții din foști comuniști, studenții și cetățeni care luptaseră contre regimului Ceaușescu au protestat în Piața Universității din București în aprilie 1990. Aceștia au fost, ca pe vremea dictaturii, calificați drept „golani” și „huligani” de președintele Iliescu. Două luni mai târziu, manifestanții au fost împrăștiați brutal de către mineri din Valea Jiului. Acești mineri, aduși în capitală de organizațiile sindicale la cererea președintelui, au atacat Universitatea, Institutul de Arhitectură „Ion Mincu”, precum și sediile și casele liderilor opoziției. În lunile următoare, au apărut tensiuni între președinte, care propunea un ritm încet pentru reforme, și premierul Petre Roman care propunea un ritm mai rapid. La sfârșitul lui septembrie 1991, pentru a doua oară mineri din valea Jiului, aduși la București pentru a cere salarii mai mari, s-au dedat la alte violențe împotriva acelorași „obiective”, în relație cu organizațiile sindicale din capitală care au adus manifestanți în jurul sediului guvernului. În urma acestor mitinguri, guvernul Roman a căzut: obiectivul președintelui (încetinirea reformelor) fiind atins. Un tehnocrat, Teodor Stolojan s-a oferit să conducă un guvern interimar, până la organizarea noilor alegeri.
O nouă Constituție democratică a fost proiectată de Parlament și adoptată după un referendum popular. În alegerile din 1992, Ion Iliescu a fost reales pentru un al doilea mandat, mulțumită sprijinului partidelor naționaliste PUNR și PRM și al fostului partid comunist devenit PSM. A fost format un guvern tehnocrat în noiembrie 1992, sub prim-ministrul Nicolae Văcăroiu, un economist. Guvernarea 1992–1996 a fost marcată de privatizări în profitul apropiaților puterii și de fraude electorale, care au permis consolidarea pozițiilor puterii fost-comuniste în cadrul economiei de piață și al reformelor.
Timp de patru ani însă, din ce în ce mai mulți alegători au observat că beneficiile reformelor profitau mai ales „prietenii puterii”, astfel că s-a format o coaliție electorală denumită Convenția Democrată Română (CDR), al cărui candidat, profesorul universitar de geologie Emil Constantinescu, l-a învins în 1996 pe Ion Iliescu, după un al doilea scrutin. Victor Ciorbea a fost numit prim-ministru. În 1997, România a fost invitată să devină „parteneră pentru pace” a NATO, cu condiția să renunțe la revendicarea de la Ucraina a insulelor cedate în 1948 Uniunii Sovietice (Dalerul mare și mic, Coasta dracului, Maican, Limba Șerpilor), lucru legalizat prin Tratatul semnat la Constanța cu Ucraina la data de 2 iunie 1997. Ciorbea a rămas prim-ministru până în martie 1998, când a fost înlocuit de Radu Vasile (PNȚCD) și mai târziu de Mugur Isărescu. În acești patru ani, alegătorii nu au observat schimbări semnificative în condițiile lor de viață: prin urmare în alegerile din 2000 Partidul Social Democrat (PSD) și Iliescu au câștigat din nou, al treilea mandat de președinte – încălcând astfel constituția, iar Adrian Năstase a fost numit prim-ministru.
În aprilie 2004, România a aderat la NATO, în timp ce Uniunea Europeană a confirmat sprijinul puternic față de scopul țării de a adera în 2007. În decembrie 2004, alegerile l-au dat învingător pe Traian Băsescu în funcția de Președinte al țării, în fruntea unei coaliții formate din PNL și PD, alături de UDMR și PUR. (ulterior Partidul Conservator), iar cu funcția de Prim-ministru al Guvernului României, a fost desemnat Călin Popescu Tăriceanu. Partidul Conservator s-a retras ulterior de la guvernare.
La 1 ianuarie 2007, România devine membru cu drepturi depline al Uniunii Europene. În aprilie 2007, Partidul Democrat a fost scos de la guvernare, noul guvern Tăriceanu, din care fac parte doar miniștri din partea Partidul Național Liberal (PNL) și Uniunea Democrată a Maghiarilor din România (UDMR), a depus jurământul la 5 aprilie 2007, fiind sprijinit în Parlament de PNL, de UDMR, precum și de Partidul Social Democrat.
În decembrie 2008, în urma alegerilor parlamentare, Prim-ministru al Guvernului României a fost numit Emil Boc – Președinte al Partidului Democrat-Liberal - fiind desemnată o nouă coaliție guvernamentală, PD-L - PSD. Președinte al Senatului României a fost ales Mircea Geoană, Președintele Partidului Social Democrat, înlocuit ulterior de Vasile Blaga, din partea Partidului Democrat-Liberal. Președinte al Camerei Deputaților a fost aleasă Roberta Anastase, din partea Partidului Democrat-Liberal.
În urma alegerilor prezidențiale, desfășurate în decembrie 2009, Traian Băsescu și-a câștigat dreptul la al doilea mandat consecutiv de Președinte al României, după cel obținut în decembrie 2004. A fost instalat un nou guvern, condus tot de către Emil Boc, în cadrul unei coaliții formate din PD-L, UDMR, grupul minorităților și grupul parlamentarilor independenți. PSD și PNL au preferat să rămână împreună în opoziție, formând Uniunea Social-Liberală și refuzând participarea la guvernarea lui Mihai Răzvan Ungureanu. Reprezentantul lor, Mircea Geoană, a fost înlocuit la președinția Senatului de Vasile Blaga. Uniunea Social-Liberală preia puterea după votul Parlamentului pe 27 aprilie 2012 când Victor Ponta, cofondator al USL, ia scaunul de prim ministru și instaurează, pentru prima data în istoria post-comunistă a României, un guvern de opoziție înaintea alegerilor. La alegerile locale din iunie 2012, USL ia peste 60% din primăriile din România.
Această formulă de „conlocuire” politică, care există în multe țări parlamentare, și în care guvernul și președintele reprezintă tabere politice opuse, permite trecerea unei țări prin criza economică internațională într-o poziție de compromis între exigențele instanțelor supranaționale (OMC, FMI, Banca mondială, UE, față de care răspunde Președintele) și nemulțumirea populației (față de care răspund Parlamentul, Senatul și Guvernul). Dar poziția este instabilă și „conlocuirea” este o formulă conflictuală, cu perioade de suspendare a președintelui ales și de guvernare prin președinți interimari precum Nicolae Văcăroiu în 2007 și Crin Antonescu în 2012.

## Atlas istoric

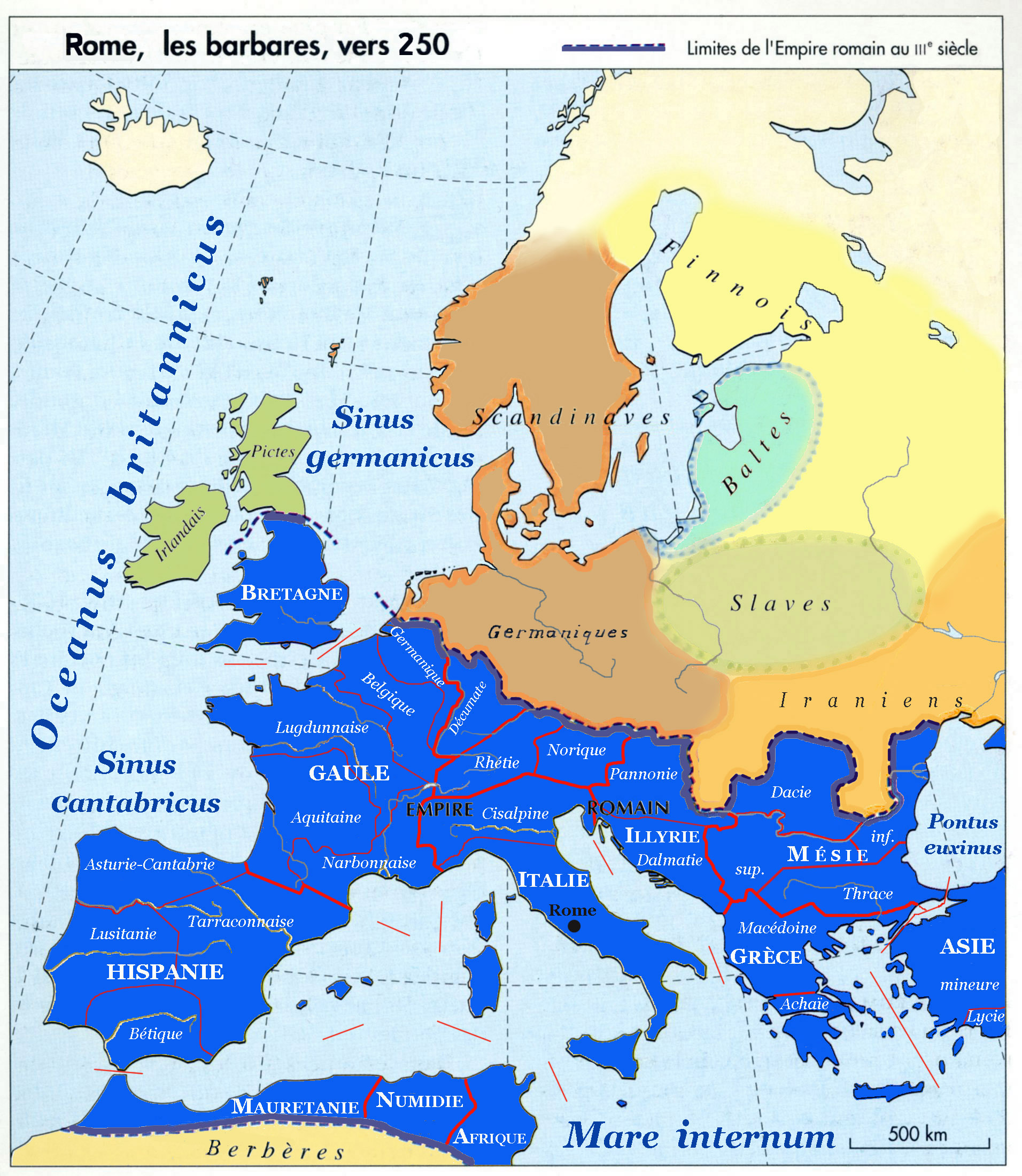
Imperium și Barbaricum în 250.
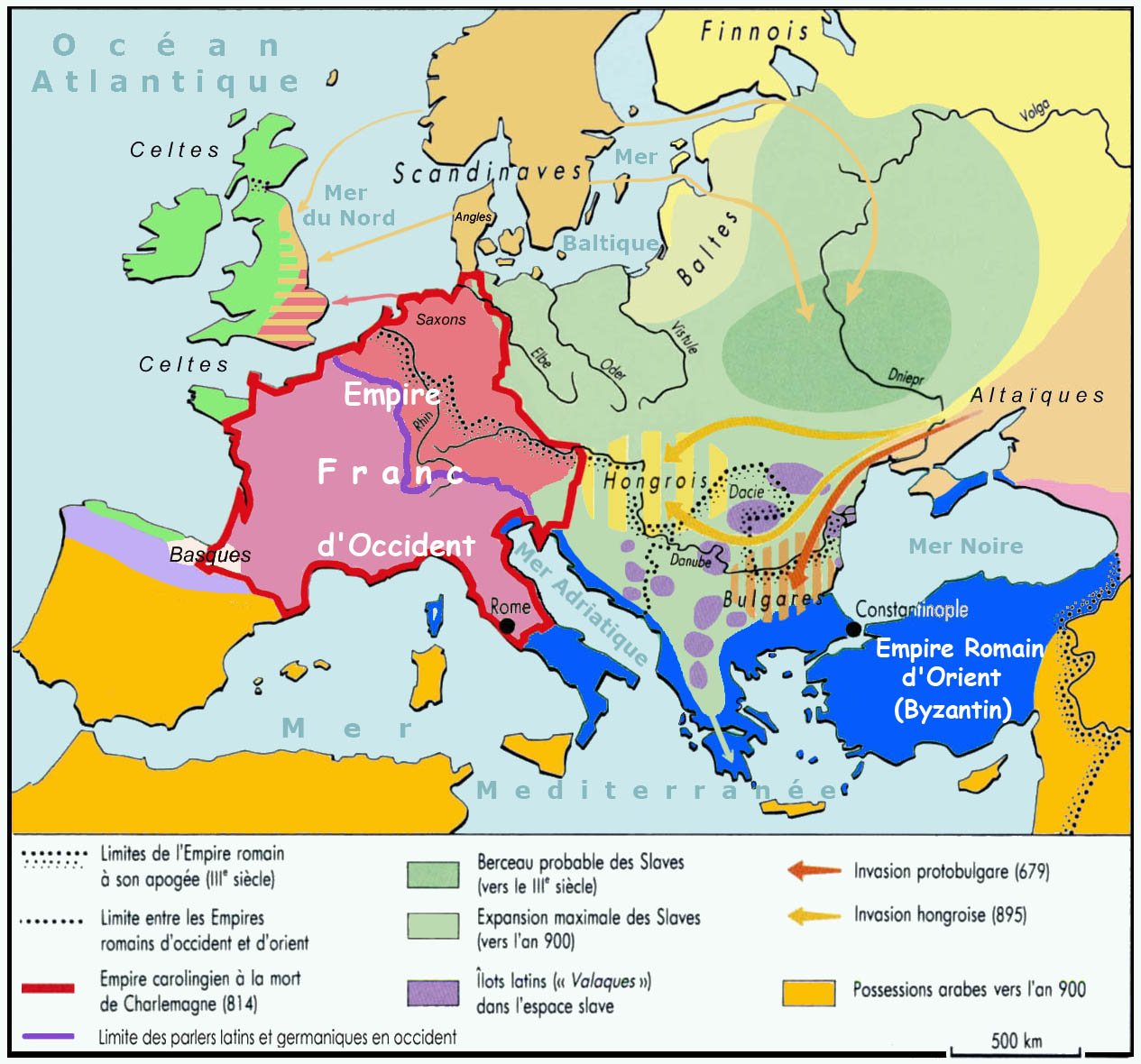
"Proto-românii" în Europa în 850, după Anne Le Fur
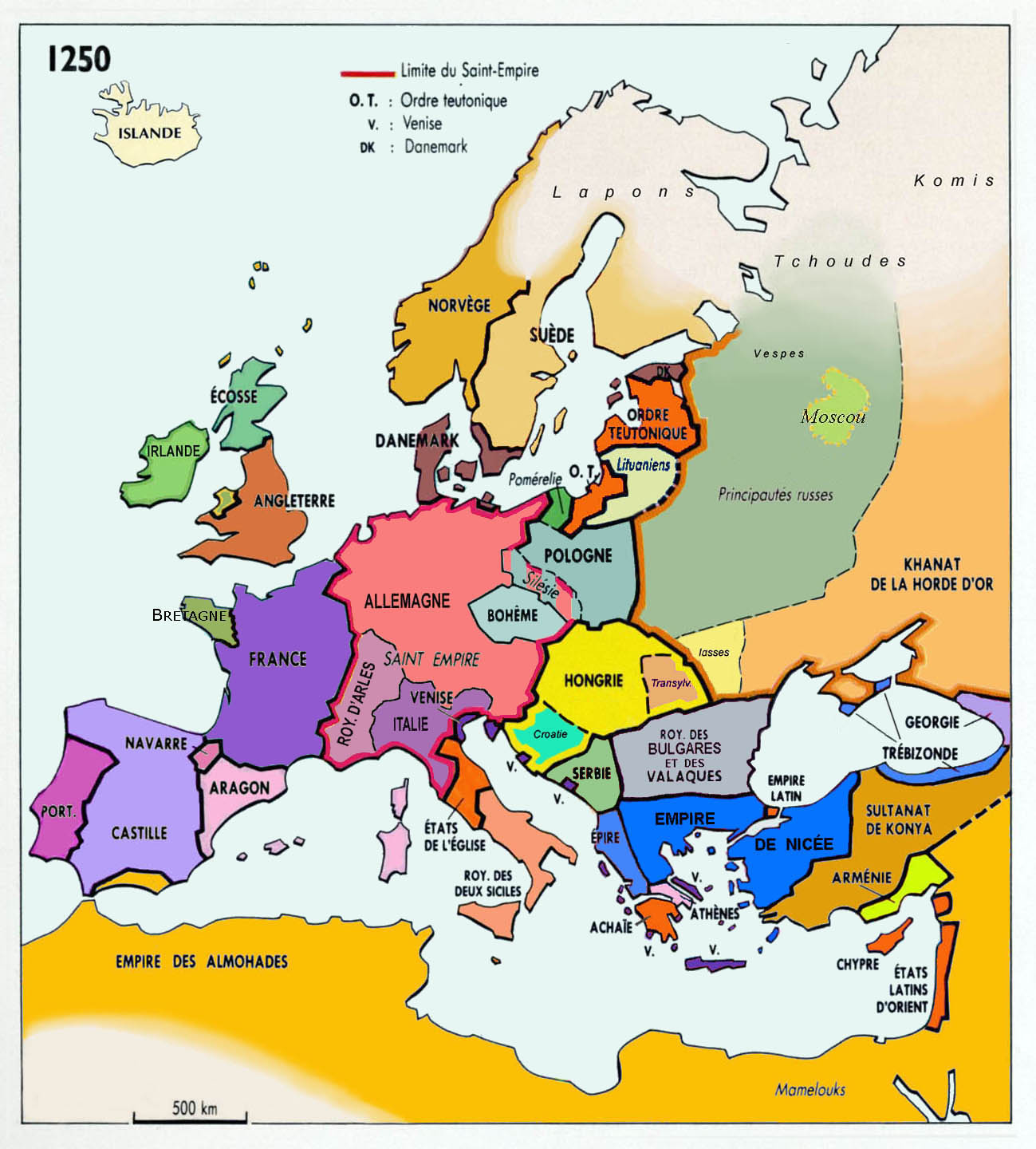
"Regnum Valachorum" în 1250, după Anne Le Fur
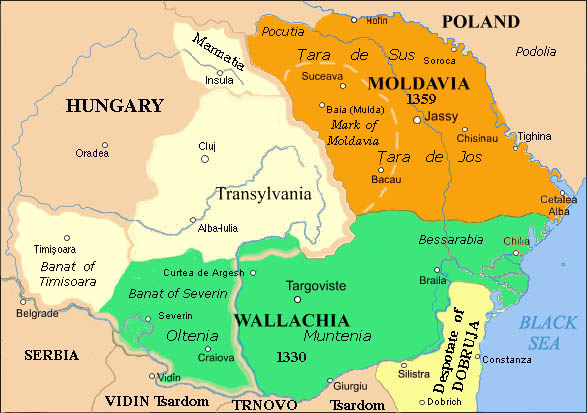
Voievodatele române după întemeierea Țării Românești (1330) și a Moldovei (1359)
Voievodatele române în fața imperiului Otoman
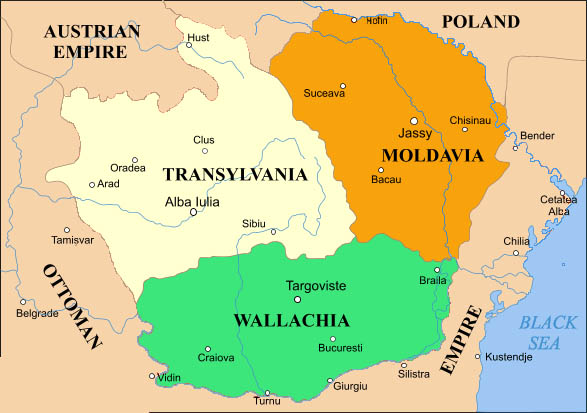
Voievodatele române ca vasale ale Turcilor
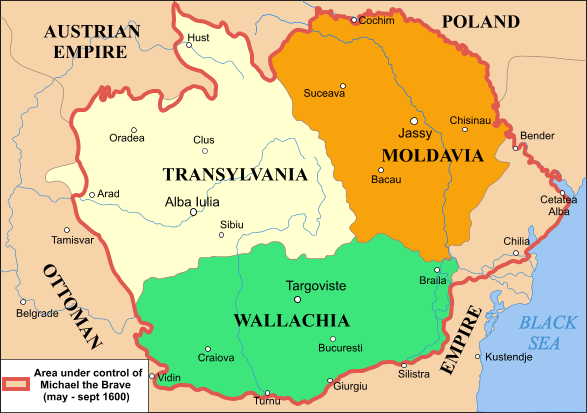
Voievodatele române unite sub Mihai Viteazul în 1600
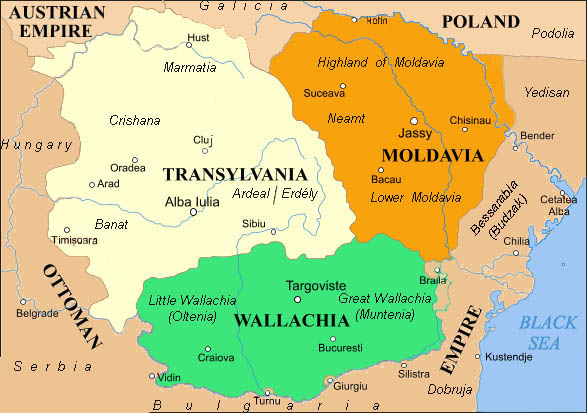
Voievodatele române pe vremea Renașterii
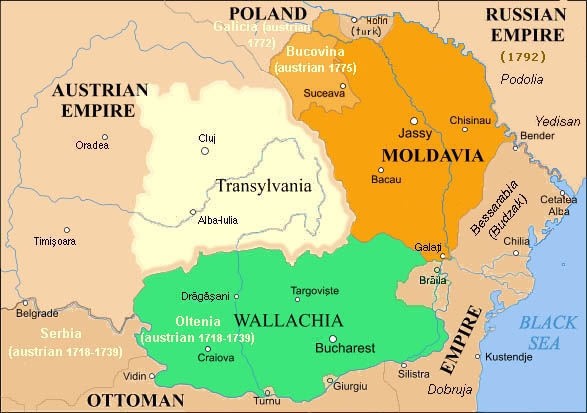
Principatele române pe vremea expansiunii imperiului Habsburgic
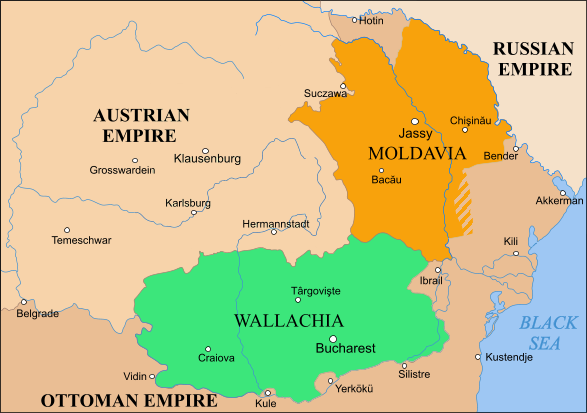
Principatele române între 1793 și 1812
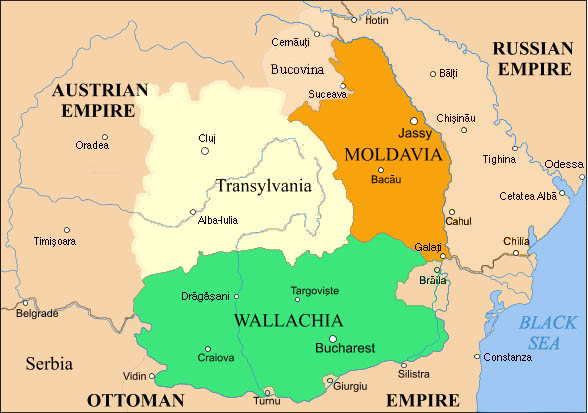
Principatele române în fața imperiului Rusesc
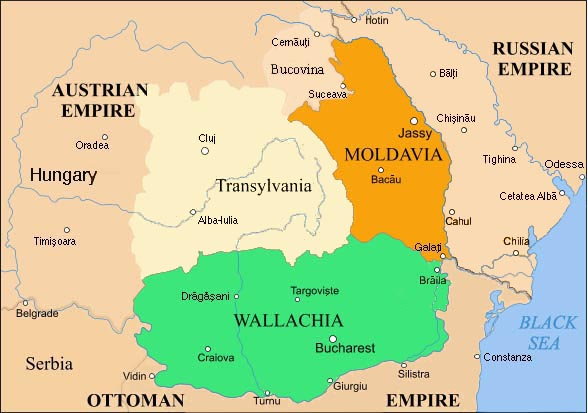
Principatele române sub influența imperiului Rusesc
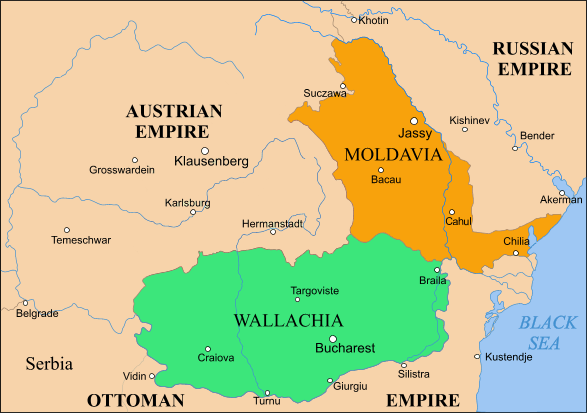
Principatele române după Războiul din Crimeea
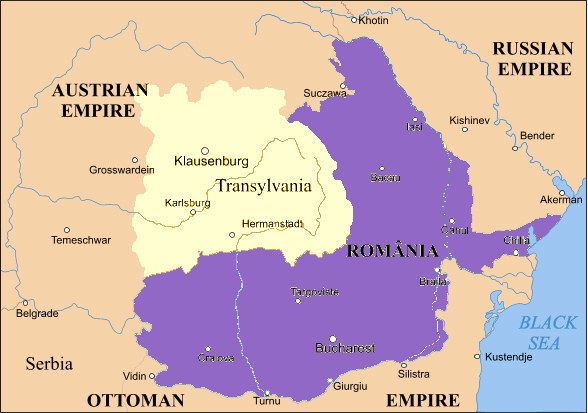
Principatele unite, 1859-1878
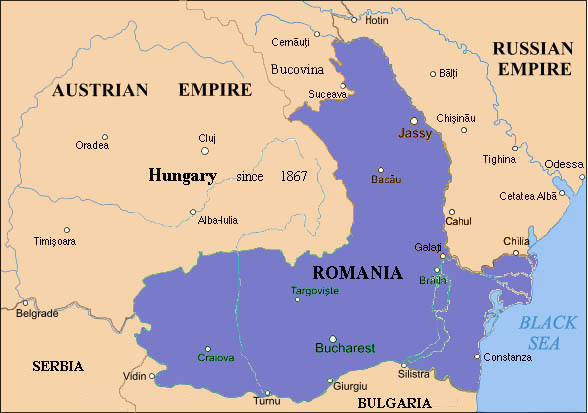
Vechiul regat : România independentă
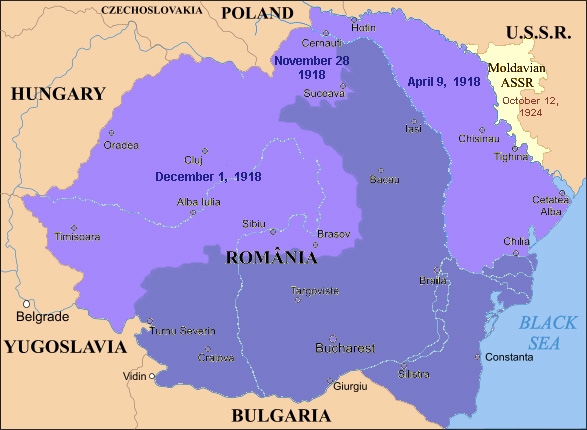
Vechiul regat și unirile din anul 1918
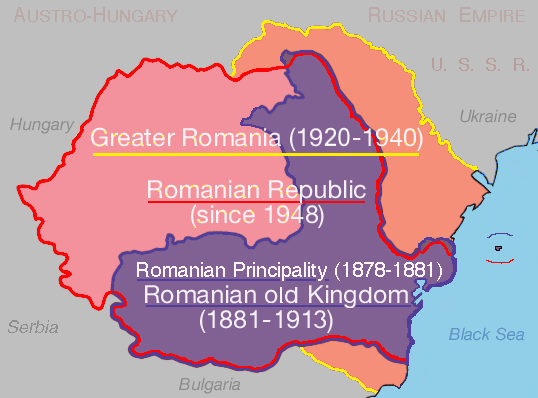
Formarea României întregite : Vechiul regat până în 1913 : violet ; teritoriile unite după Al Doilea Război Balcanic și după Primul Război Mondial : portocaliu (pierdute între timp) și trandafiriu (păstrate până astăzi)
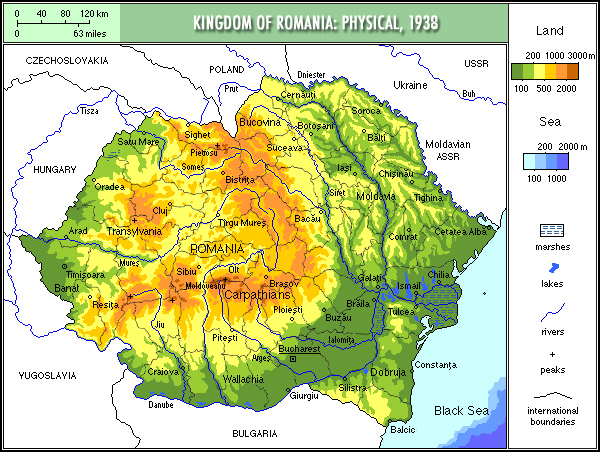
"România Mare" între 1918 și 1940
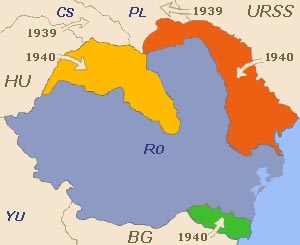
România în vara 1940, după pactul Hitler-Stalin : roșu = teritoriul cedat URSS, galben = teritoriul cedat Ungariei, verde = teritoriul cedat Bulgariei
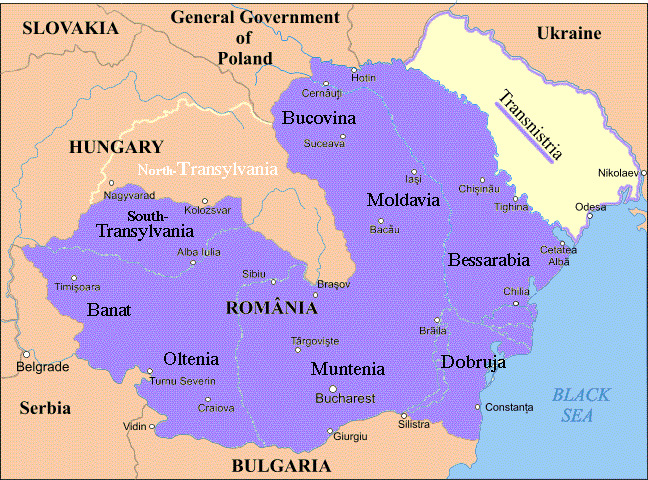
România între vara 1941 și primăvara 1944, cu Basarabia recuperată și Transnistria ocupată ,,în schimbul" Transilvaniei de nord.
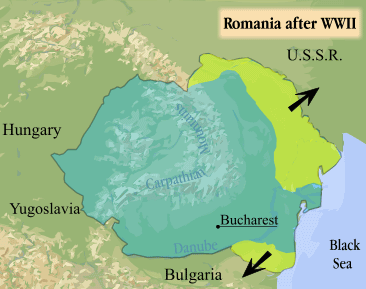
România în vara 1945, după Al Doilea Război Mondial: în verde teritoriul păstrat sau recuperat (actual), în galben teritoriile pierdute.
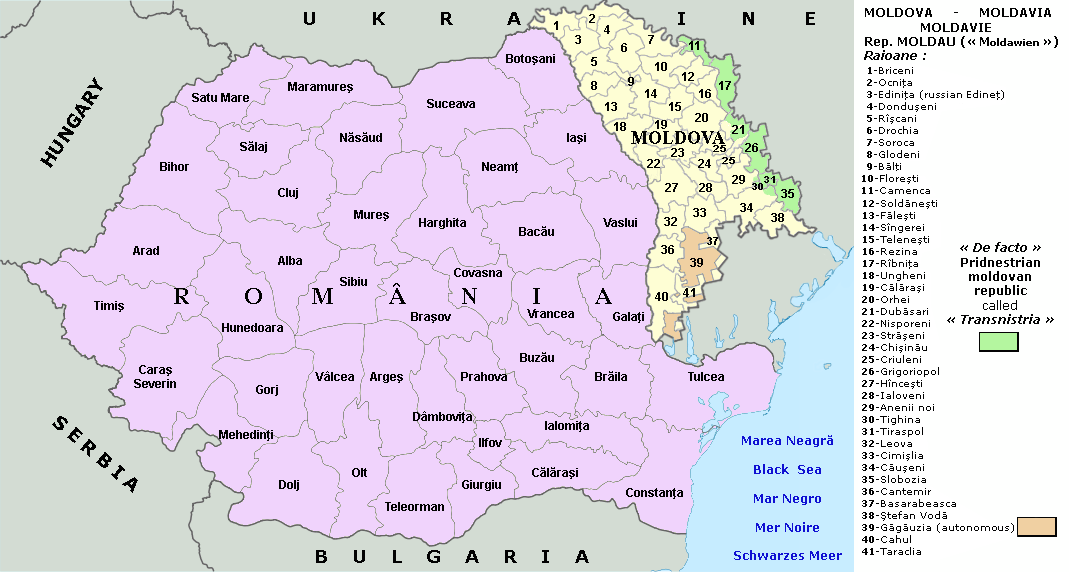
Împărțirile politice ale României și Republicii Moldova după 2001.